# Saison 2014 de l'équipe cycliste Europcar

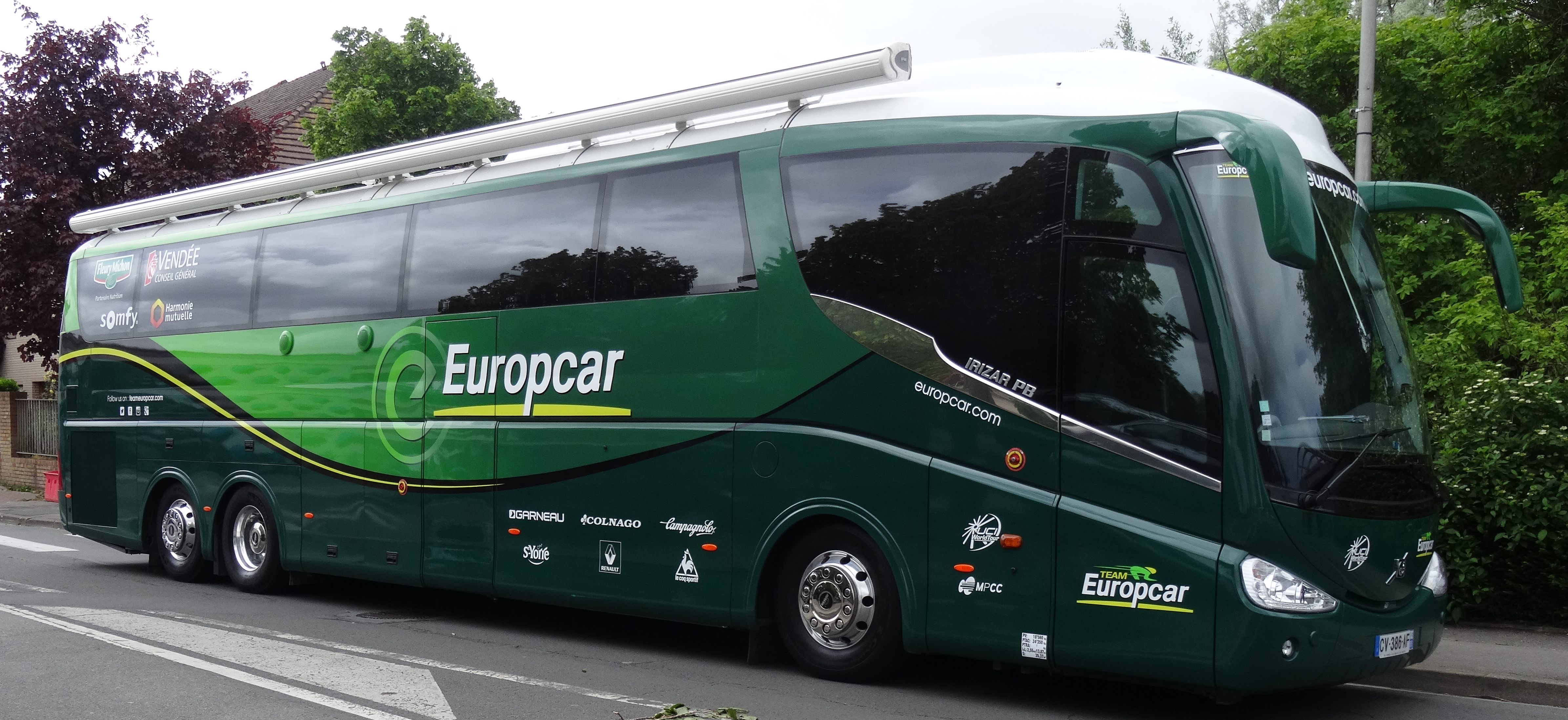
Le bus d'Europcar lors des Quatre Jours de Dunkerque 2014.

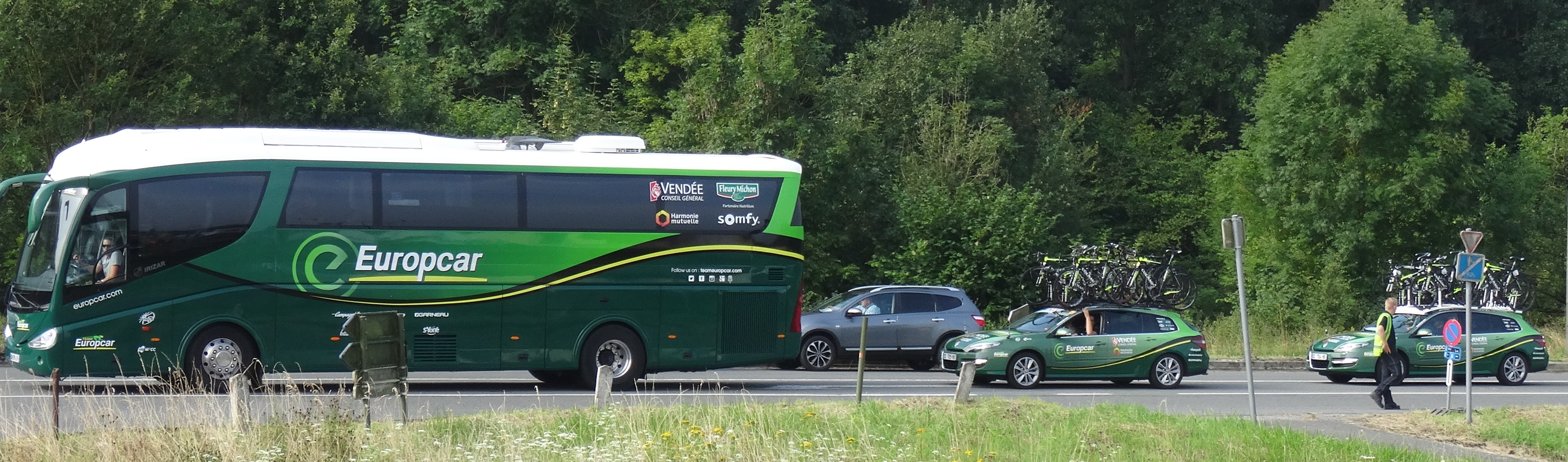
L'autre bus de l'équipe ainsi que deux voitures lors de la 2e étape du Tour de Wallonie 2014 à Péronnes-lez-Antoing (Antoing).

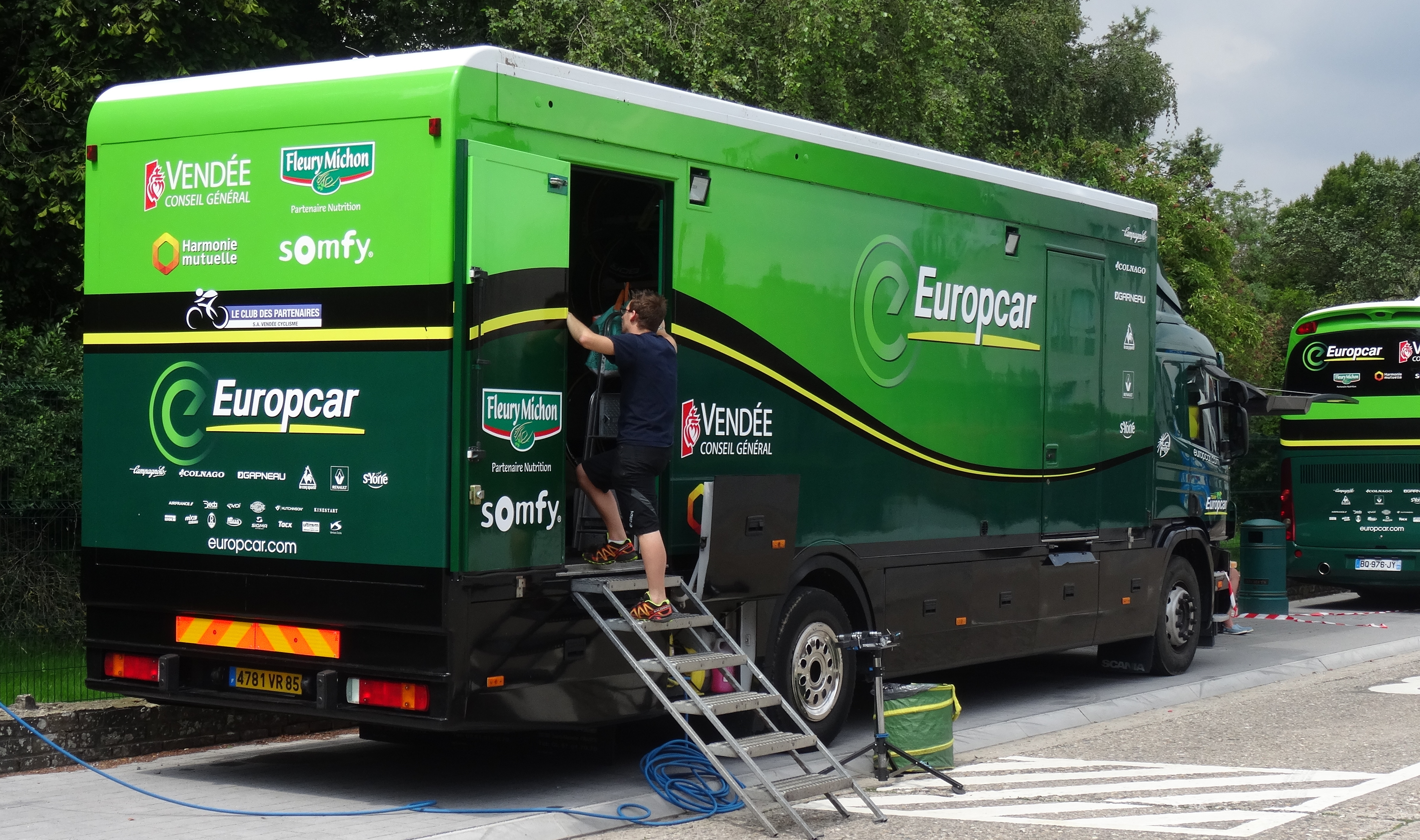
Le camion de l'équipe lors de la 5e étape du Tour de Wallonie 2014 à Alleur (Ans).

La saison 2014 de l'équipe cycliste Europcar est la quinzième de cette équipe.

## Préparation de la saison 2014

### Sponsors et financement de l'équipe
La société de location d'automobiles Europcar est le sponsor principal de l'équipe depuis 2011. En 2014, elle a prolongé son contrat jusqu'à la fin de l'année 2015. Le Conseil départemental de la Vendée est sponsor depuis 2003. Le budget de l'équipe pour l'année 2014 est de 9 millions d'euros.

### Arrivées et départs
| Arrivées           | Équipe 2013        |
| ------------------ | ------------------ |
| Antoine Duchesne   | Bontrager          |
| Jimmy Engoulvent   | Sojasun            |
| Romain Guillemois  | Vendée U           |
| Fabrice Jeandesboz | Sojasun            |
| Yannick Martinez   | La Pomme Marseille |
| Maxime Méderel     | Sojasun            |
| Romain Sicard      | Euskaltel Euskadi  |

| Départs            | Équipe 2014      |
| ------------------ | ---------------- |
| Franck Bouyer      |                  |
| Anthony Charteau   | Retraite         |
| Sébastien Chavanel | FDJ.fr           |
| Damien Gaudin      | AG2R La Mondiale |
| Sébastien Turgot   | AG2R La Mondiale |
| David Veilleux     | Retraite         |

## Déroulement de la saison
Pour sa première course de la saison, la Tropicale Amissa Bongo, la formation Europcar aligne une équipe à deux têtes : Yohann Gène en leader, et Natnael Berhane en électron libre. Dès la première étape, une grosse échappée se créée, comportant trois coureurs de l'équipe Europcar : Berhane, Fabrice Jeandesboz et Giovanni Bernaudeau. Elle prend vite du terrain, jusqu'à dix minutes d'avance sur le peloton qui roule pas: Gène voit donc ses chances de bien figurer au classement général anéanties. Berhane prend la troisième place au sprint. Il fait ensuite diverses places d'honneur (troisième et septième) et lors de la dernière étape s'adjuge le classement générale grâce aux bonifications. Avec notamment Jeandesboz et Bernaudeau, respectivement sixième et neuvième, la formation Europcar remporte le classement par équipes.

## Coureurs et encadrement technique

### Effectif

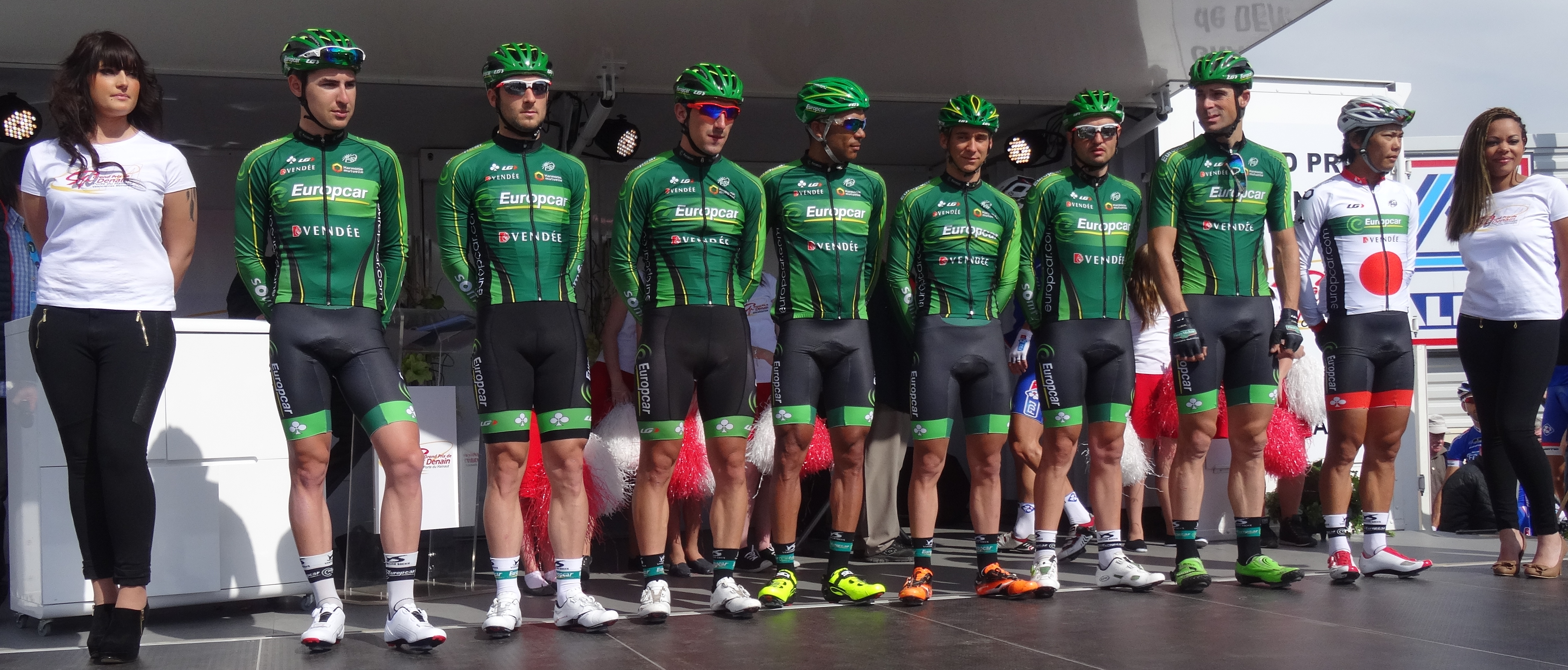
Angélo Tulik, Morgan Lamoisson, Yannick Martinez, Yohann Gène, Bryan Coquard, Davide Malacarne, Jimmy Engoulvent et Yukiya Arashiro lors du Grand Prix de Denain 2014.

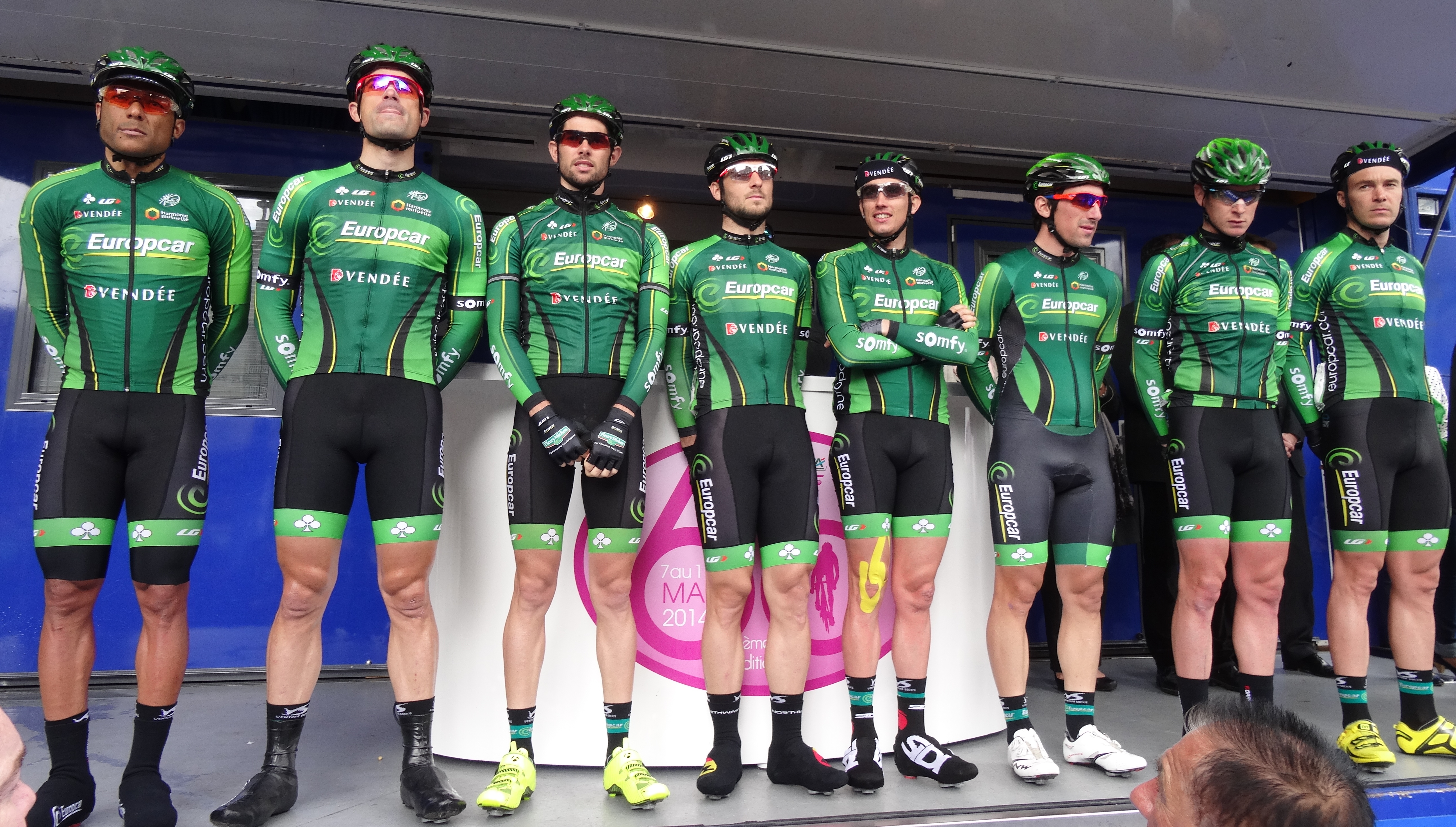
Yohann Gène, Jimmy Engoulvent, Bryan Nauleau, Morgan Lamoisson, Vincent Jérôme, Yannick Martinez, Alexandre Pichot et Christophe Kern lors des Quatre Jours de Dunkerque 2014.

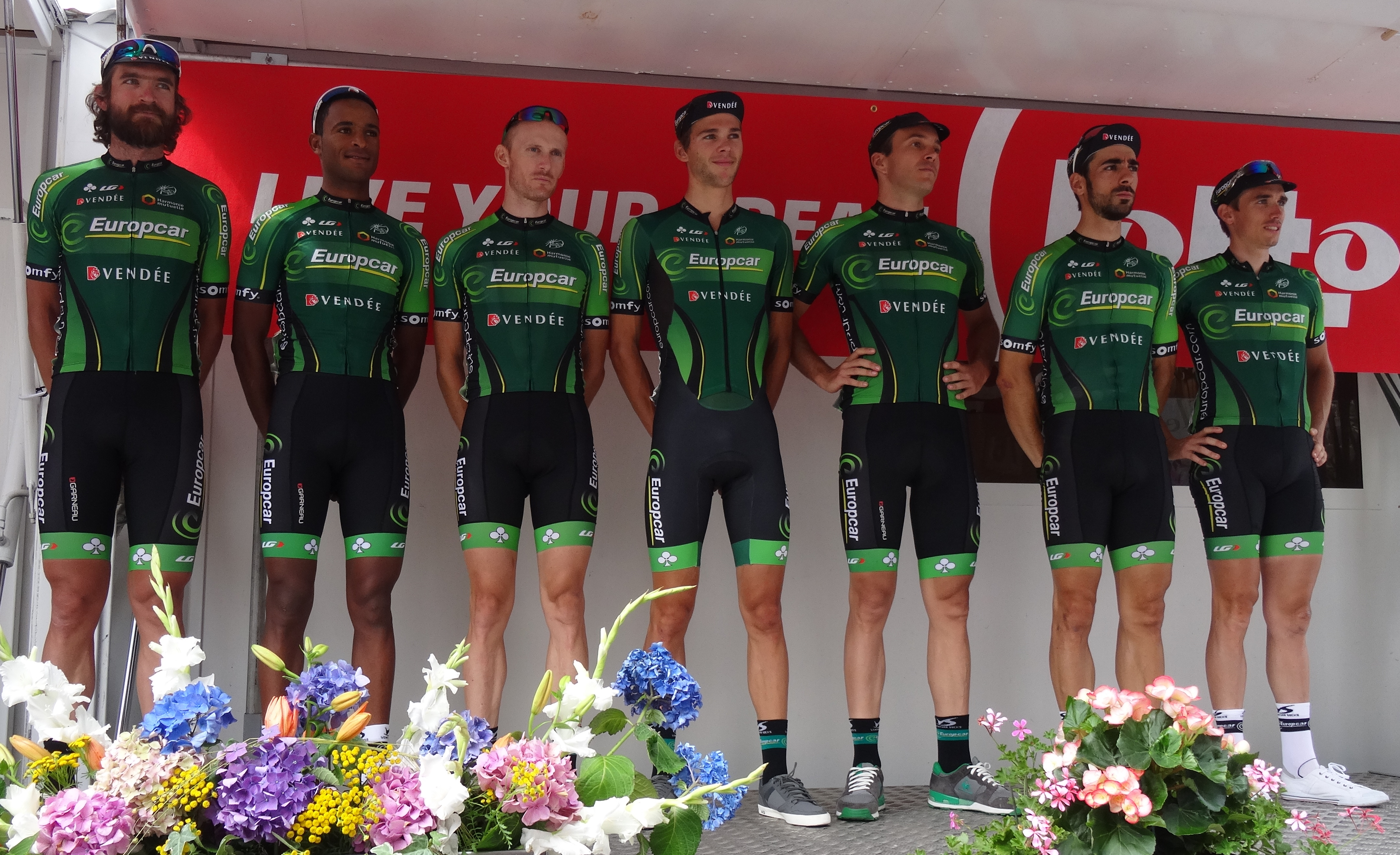
L'équipe lors du Tour de Wallonie 2014.

| Effectif 2014                              | Effectif 2014     | Effectif 2014       | Effectif 2014                       |
| Cycliste                                   | Date de naissance | Pays                | Équipe précédente                   |
| ------------------------------------------ | ----------------- | ------------------- | ----------------------------------- |
| Yukiya Arashiro                            | 22 septembre 1984 | Japon               | Meitan Hompo-GDR (2008)             |
| Natnael Berhane                            | 5 janvier 1991    | Érythrée            | Centre mondial du cyclisme (2012)   |
| Giovanni Bernaudeau                        | 25 août 1983      | France              | Vendée U-Pays de la Loire (2004)    |
| Bryan Coquard                              | 25 avril 1992     | France              | Vendée U (2012)                     |
| Jérôme Cousin                              | 5 juin 1989       | France              | Vendée U (2010)                     |
| Dan Craven (1 juill.–31 déc.)              | 1 février 1983    | Namibie             | Synergy Baku Cycling Project (2013) |
| Antoine Duchesne                           | 12 septembre 1991 | Canada              | Bontrager (2013)                    |
| Tony Hurel                                 | 1 novembre 1987   | France              | Vendée U (2010)                     |
| Romain Guillemois                          | 28 mars 1991      | France              | Vendée U (2013)                     |
| Yohann Gène                                | 25 juin 1981      | France              | Vendée U-Pays de la Loire (2004)    |
| Cyril Gautier                              | 26 septembre 1987 | France              | Bretagne-Armor Lux (2008)           |
| Jimmy Engoulvent                           | 7 décembre 1979   | France              | Sojasun (2013)                      |
| Fabrice Jeandesboz                         | 4 décembre 1984   | France              | Sojasun (2013)                      |
| Vincent Jérôme                             | 26 novembre 1984  | France              | Vendée U-Pays de la Loire (2005)    |
| Christophe Kern                            | 18 janvier 1981   | France              | Cofidis, le Crédit en Ligne (2010)  |
| Morgan Lamoisson                           | 7 septembre 1988  | France              | Vendée U (2012)                     |
| Davide Malacarne                           | 11 juillet 1987   | Italie              | Quick Step (2011)                   |
| Yannick Martinez                           | 4 mai 1988        | France              | La Pomme Marseille (2013)           |
| Maxime Méderel                             | 19 septembre 1980 | France              | Sojasun (2013)                      |
| Bryan Nauleau                              | 13 mars 1988      | France              | Vendée U (2013)                     |
| Alexandre Pichot                           | 6 janvier 1983    | France              | Vendée U-Pays de la Loire (2005)    |
| Perrig Quéméneur                           | 26 avril 1984     | France              | Vendée U (2007)                     |
| Kévin Réza                                 | 18 mai 1988       | France              | Vendée U (2010)                     |
| Pierre Rolland                             | 10 octobre 1986   | France              | Crédit Agricole (2008)              |
| Romain Sicard                              | 1 janvier 1988    | France              | Euskaltel Euskadi (2013)            |
| Björn Thurau                               | 23 juillet 1988   | Allemagne           | NSP (2011)                          |
| Angélo Tulik                               | 2 décembre 1990   | France              | Vendée U (2011)                     |
| Thomas Voeckler                            | 22 juin 1979      | France              | Vendée U-Pays de la Loire (2000)    |
| Romain Cardis (1 août–31 déc., stagiaire)  | 12 août 1992      | France              | Team Europcar (2014)                |
| Jérémy Cornu (1 août–31 déc., stagiaire)   | 7 août 1991       | France              | Vendée U (2014)                     |
| Taruia Krainer (1 août–31 déc., stagiaire) | 1 juin 1991       | Polynésie française | Vendée U (2014)                     |
|                                            |                   |                     |                                     |
| Source : ProCyclingStats                   |                   |                     |                                     |

Portraits
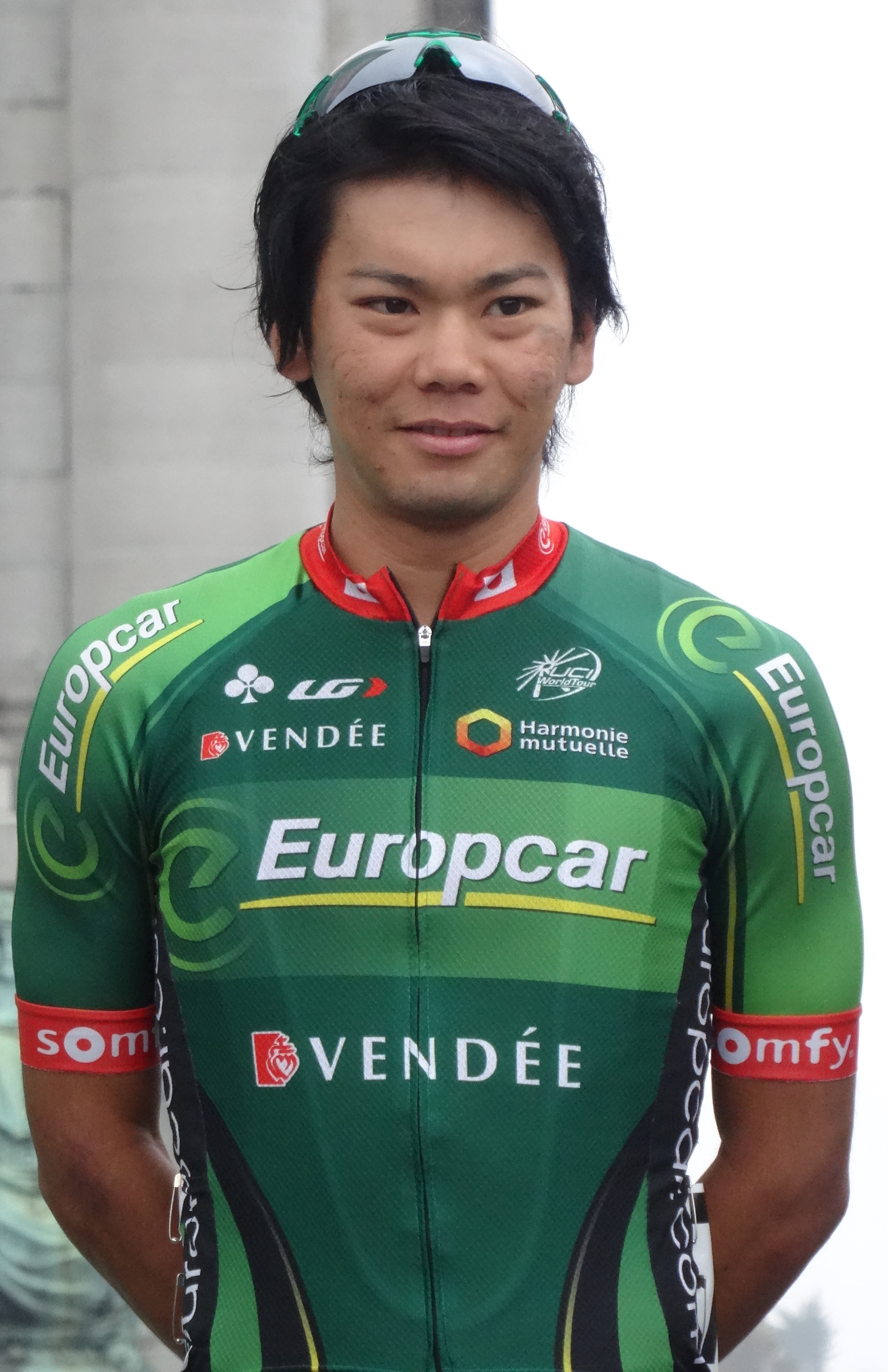
Yukiya Arashiro.
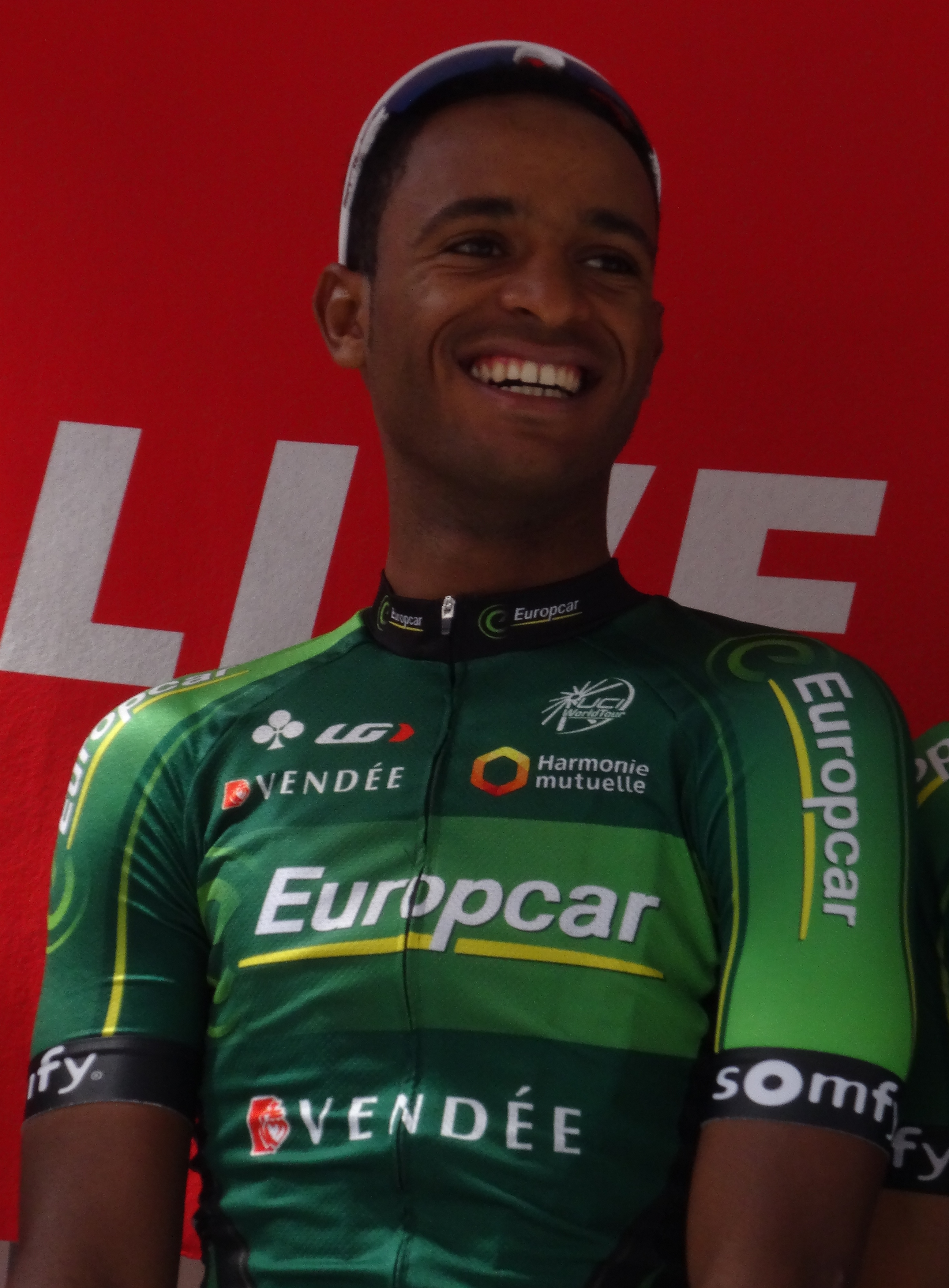
Natnael Berhane.
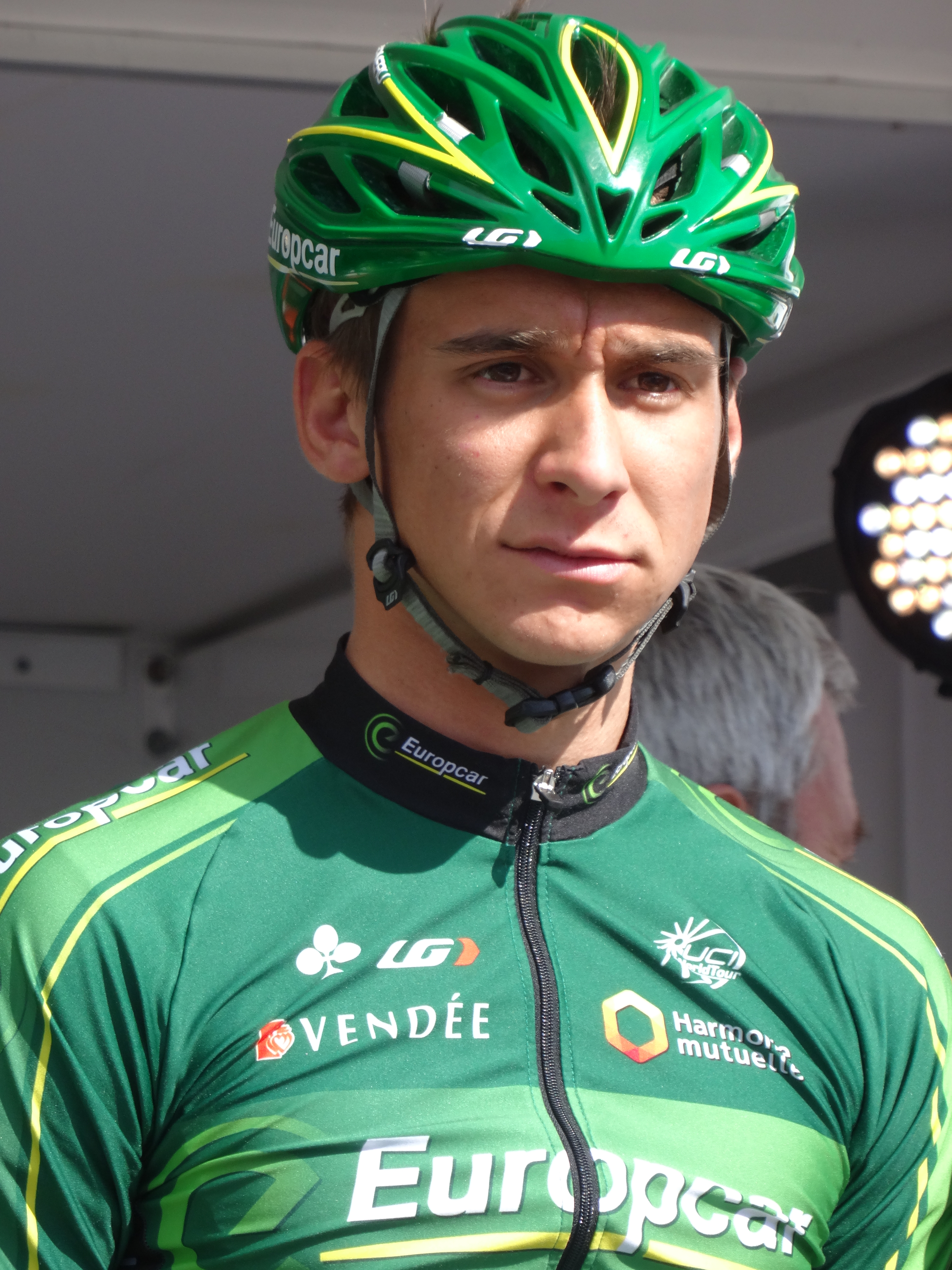
Bryan Coquard.
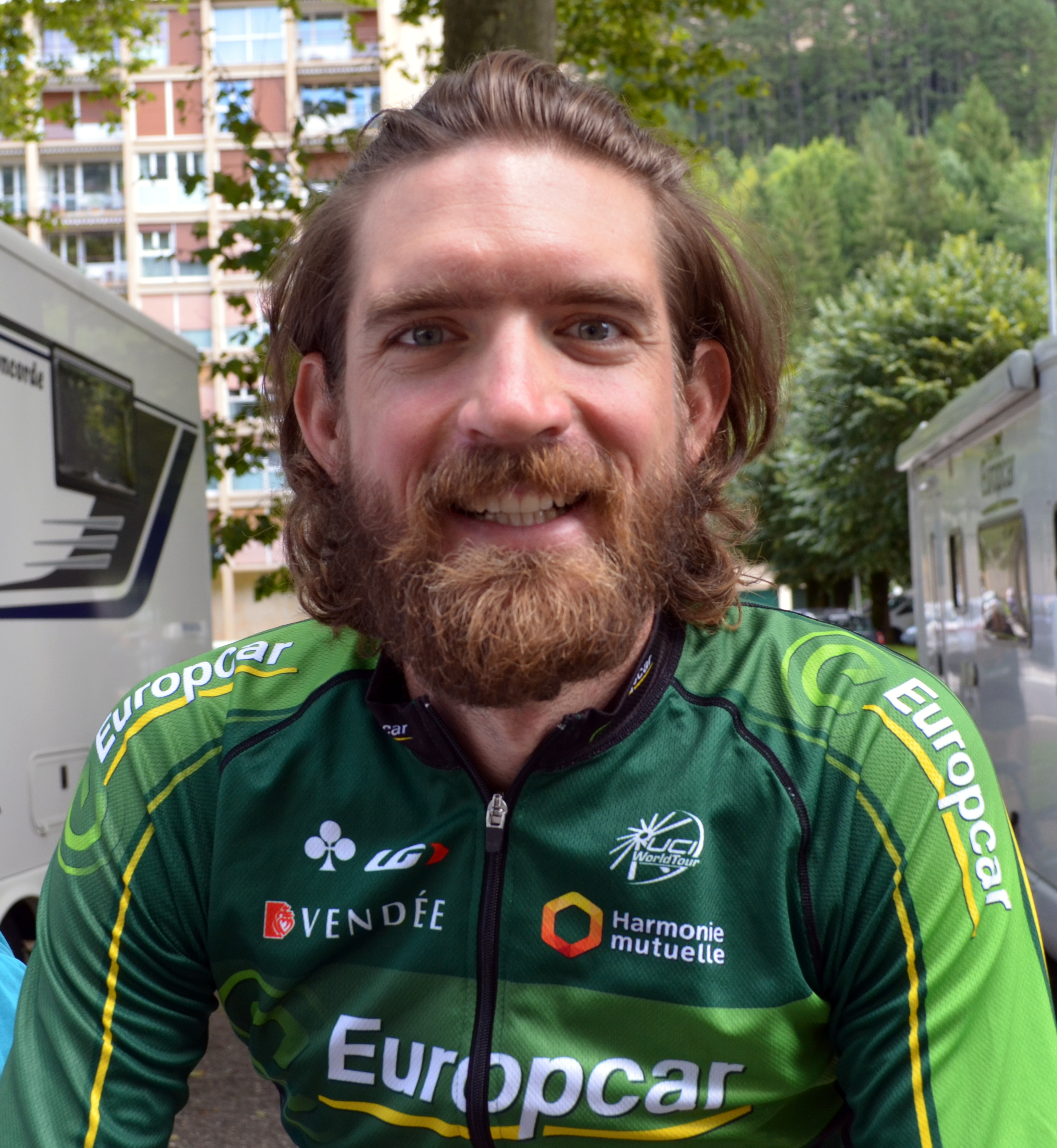
Dan Craven.
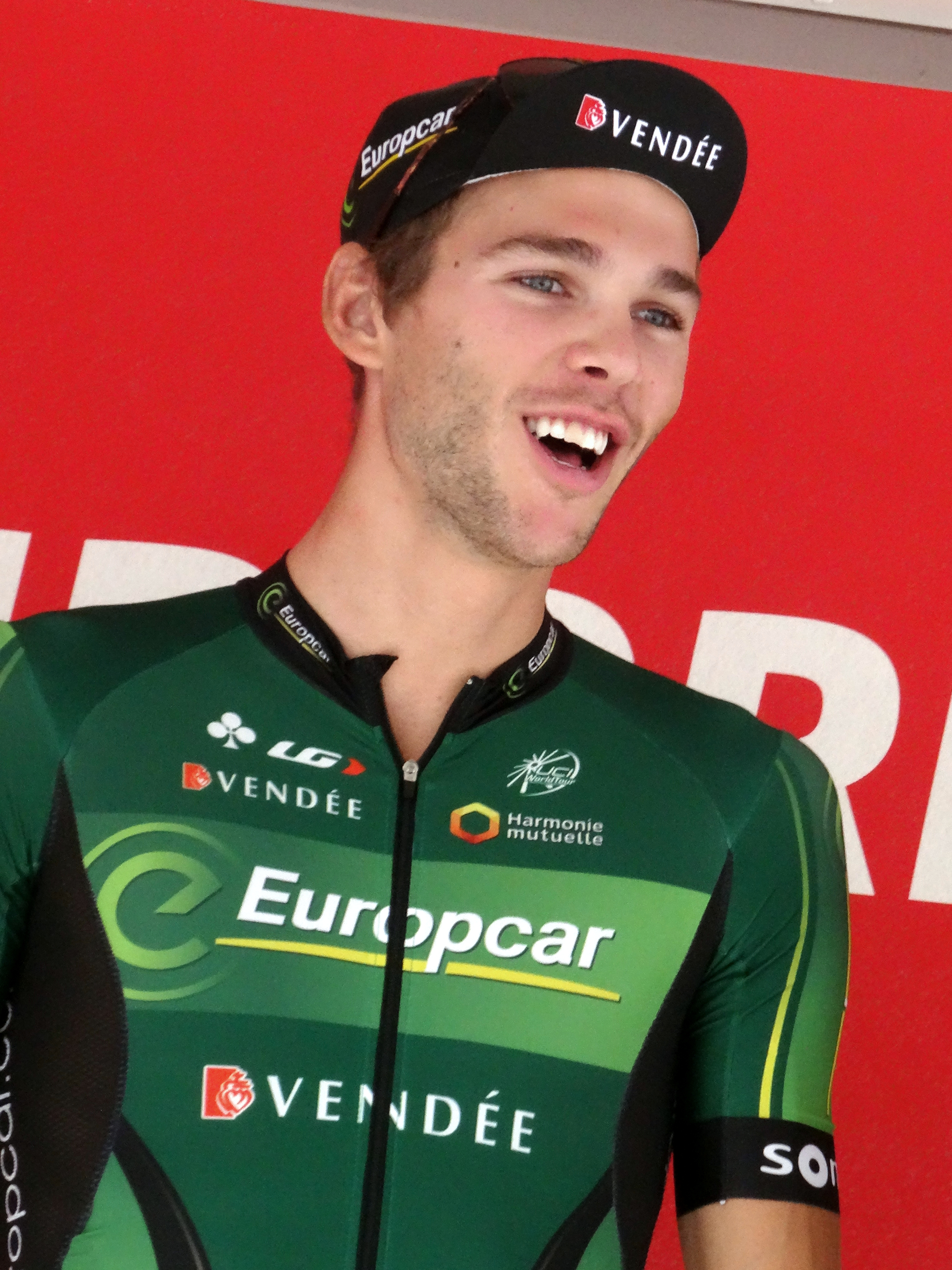
Antoine Duchesne.
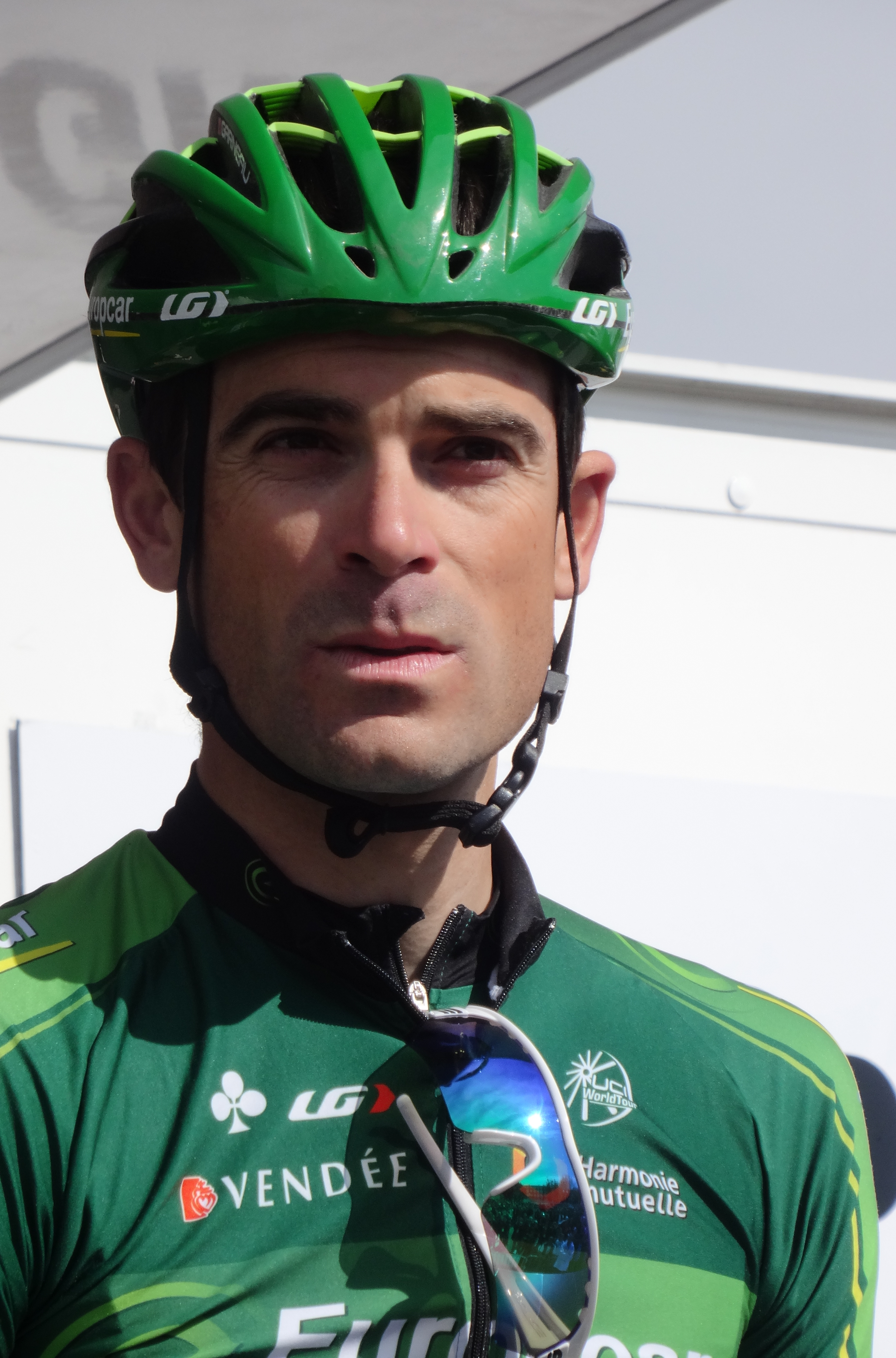
Jimmy Engoulvent.
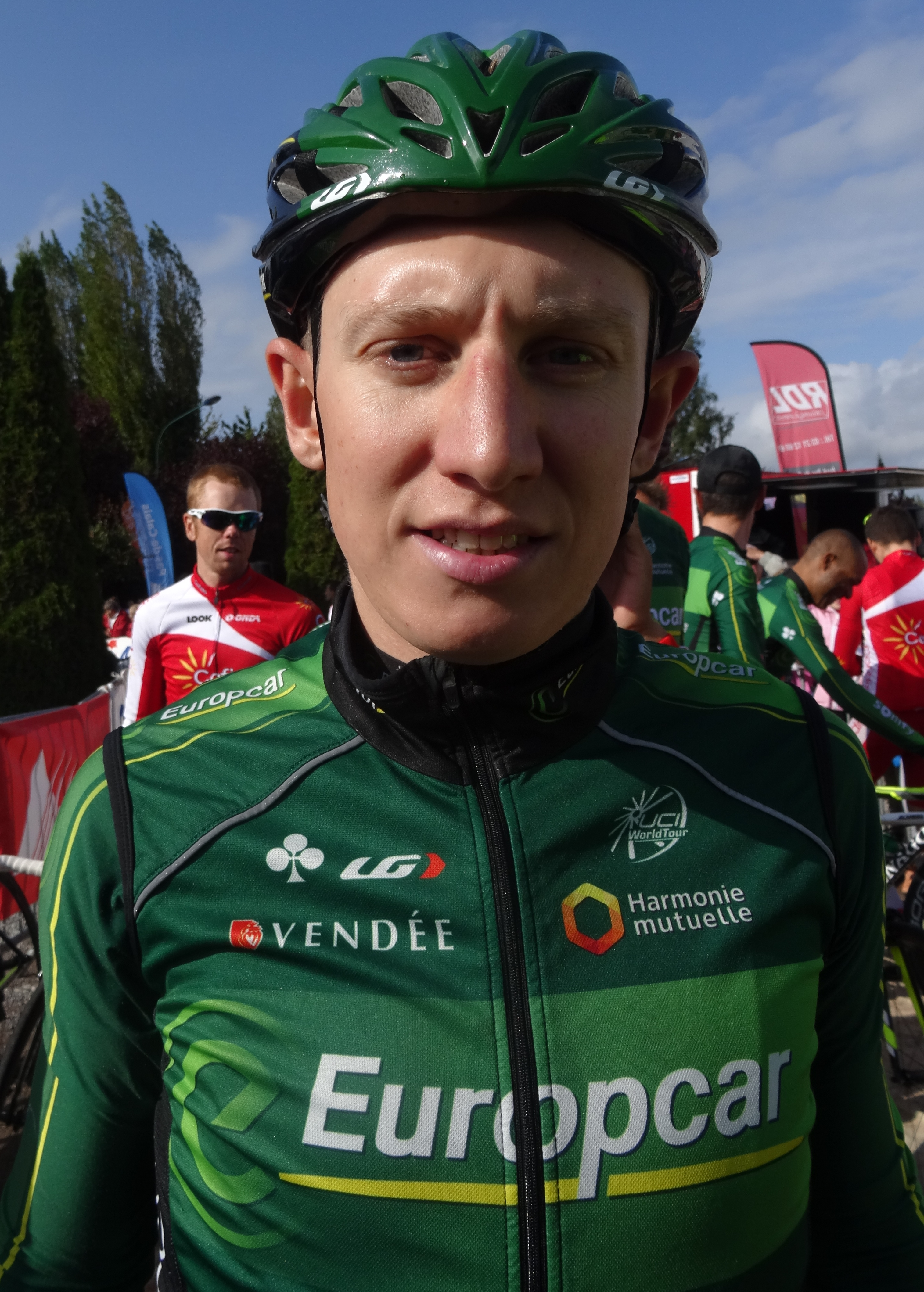
Cyril Gautier.
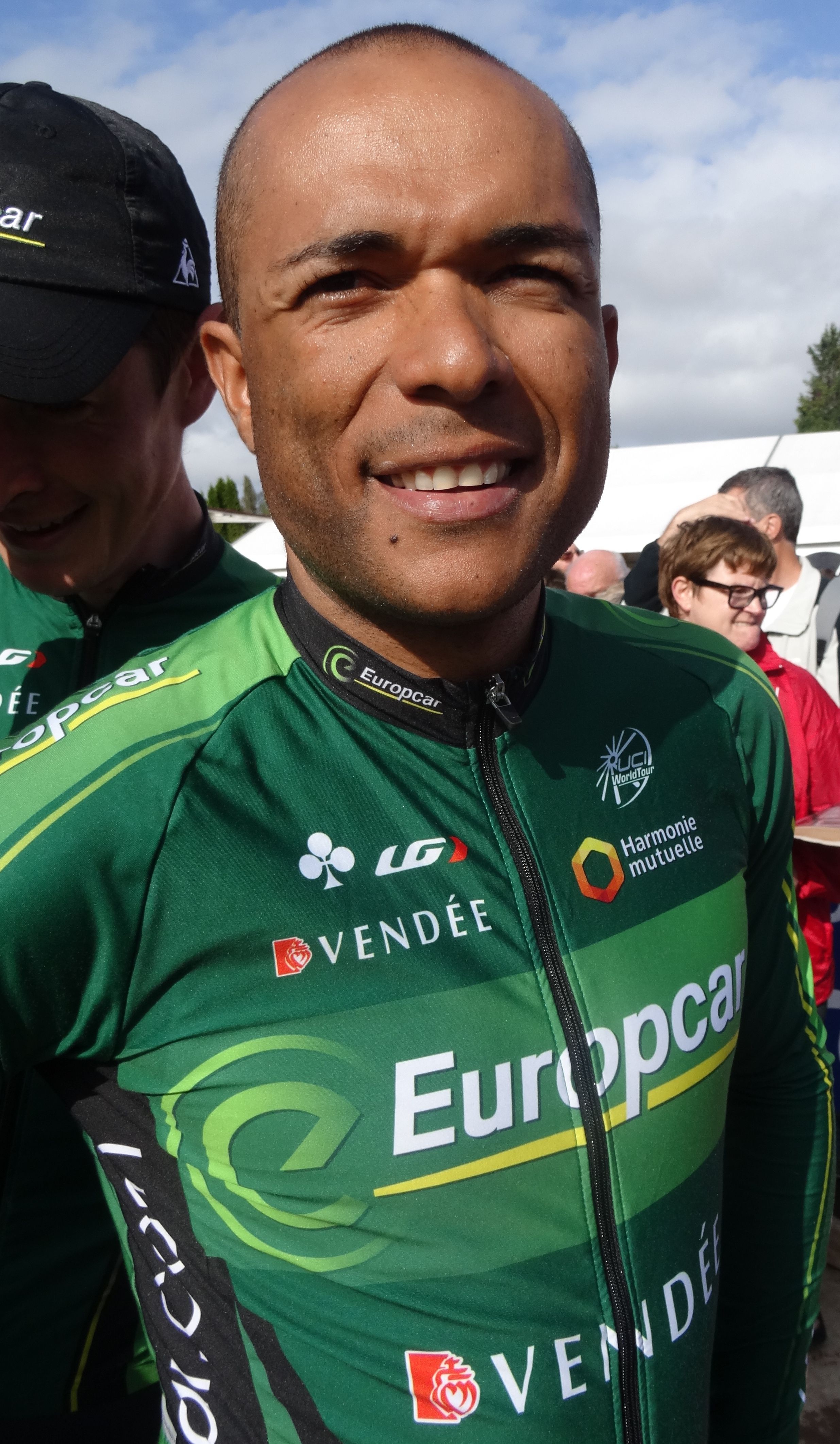
Yohann Gène.
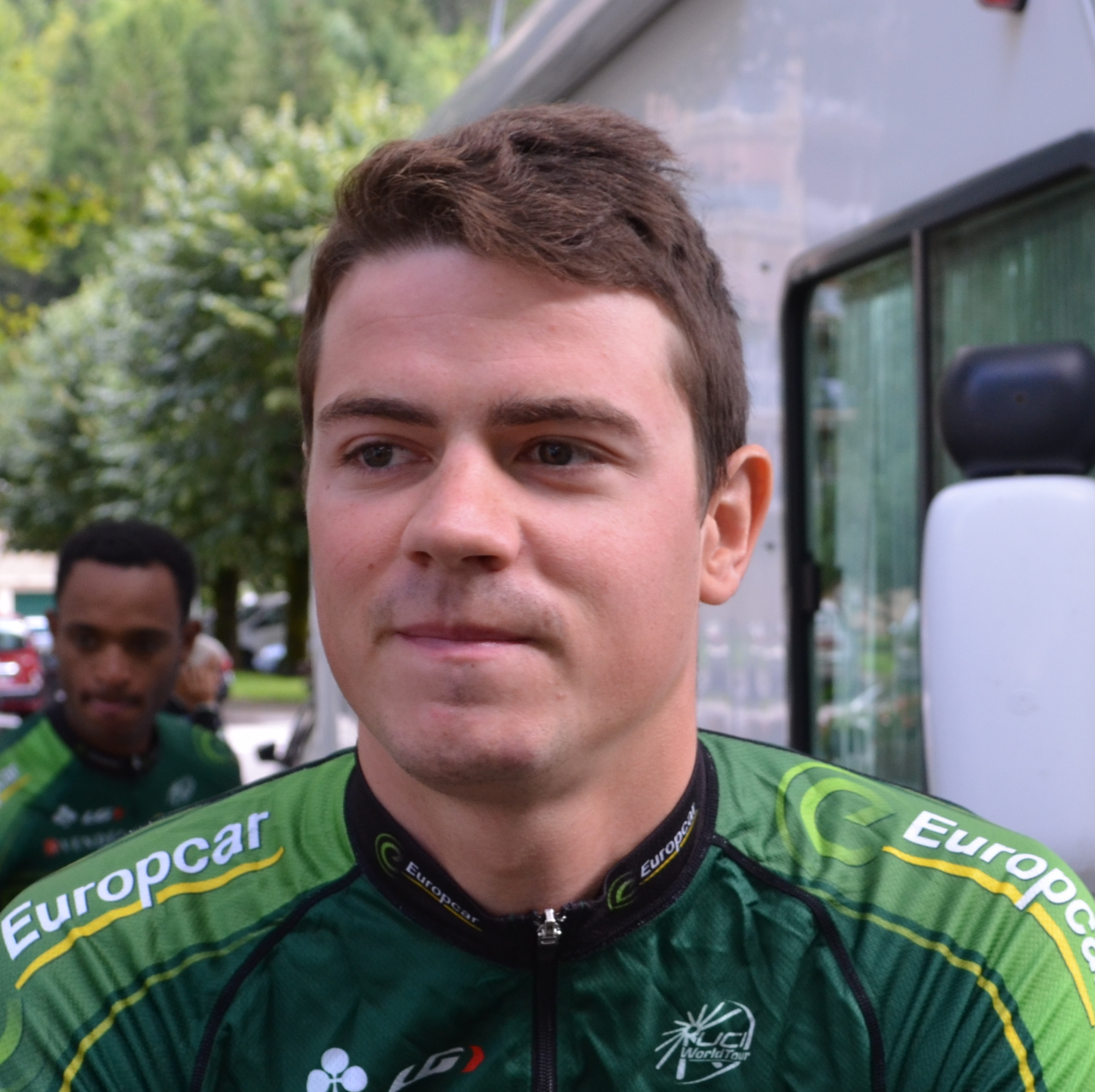
Romain Guillemois.
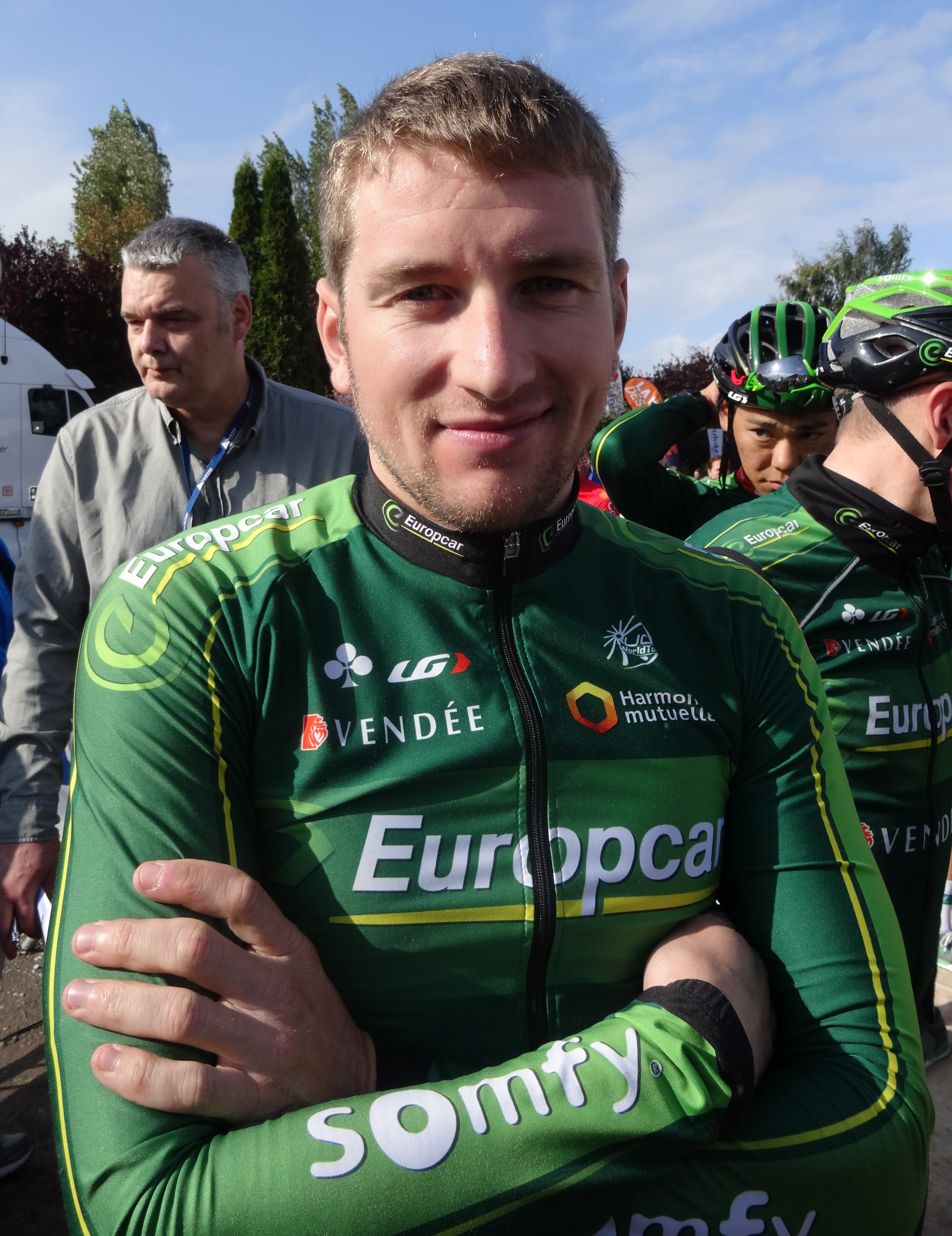
Tony Hurel.
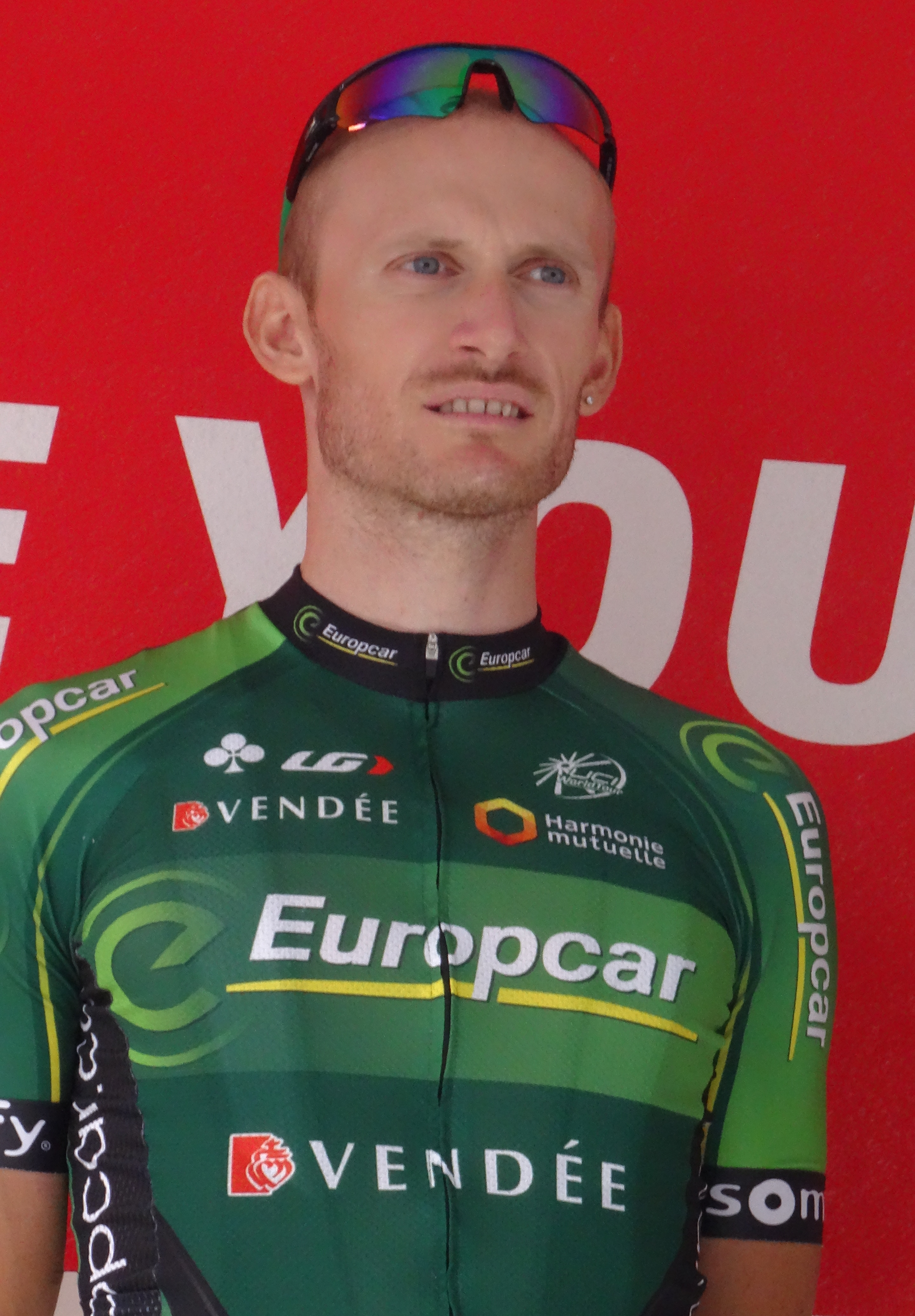
Fabrice Jeandesboz.
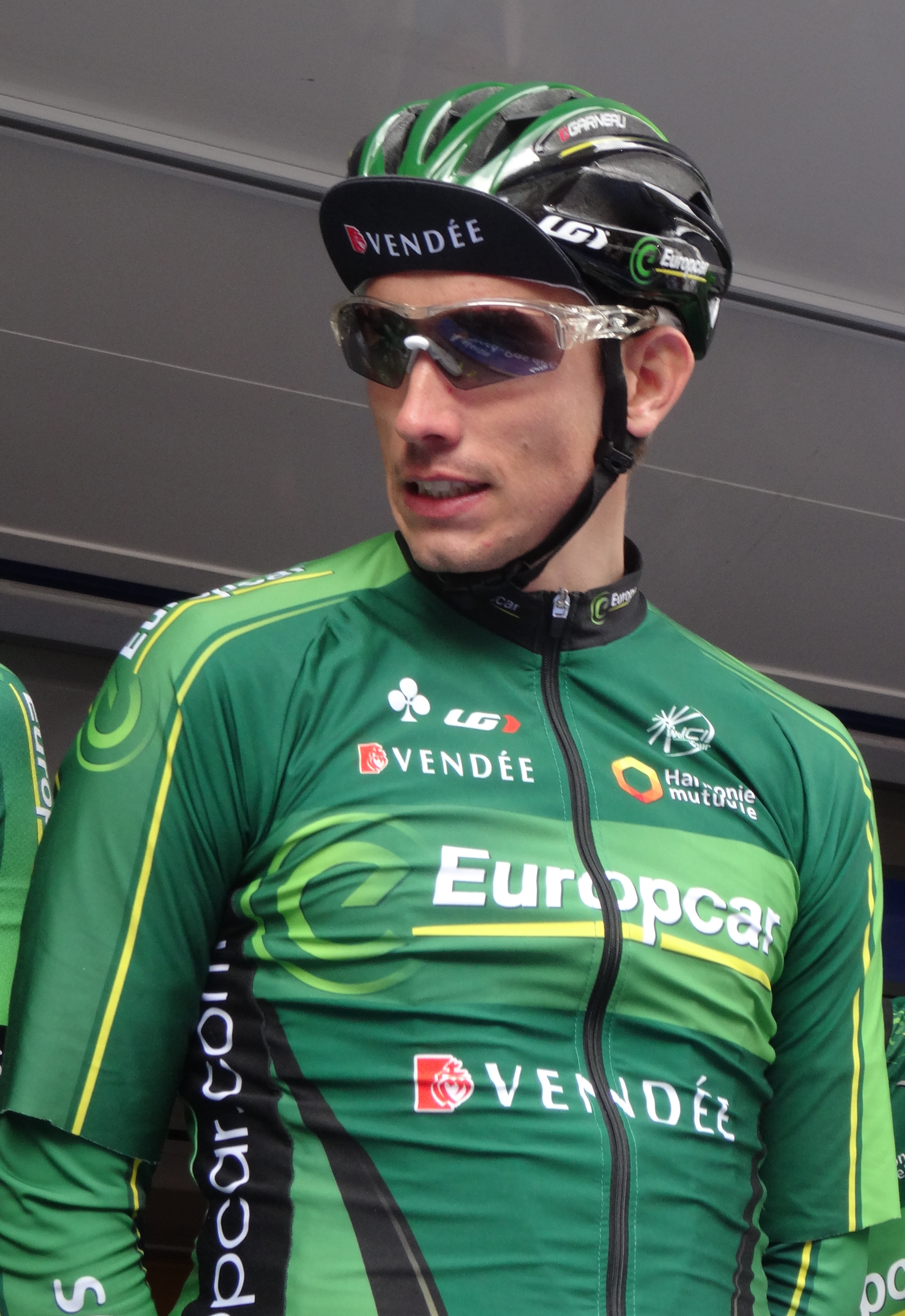
Vincent Jérôme.
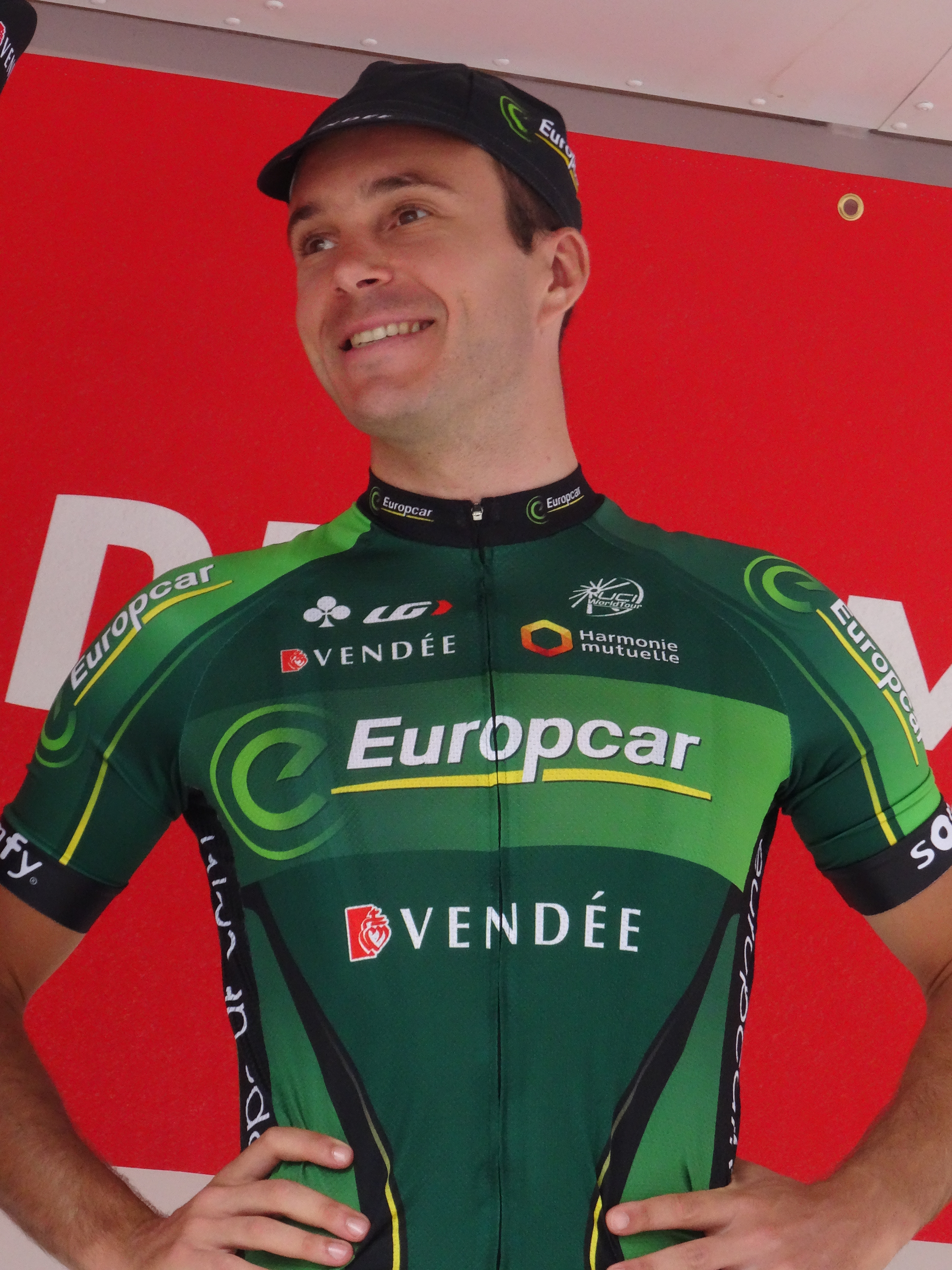
Christophe Kern.
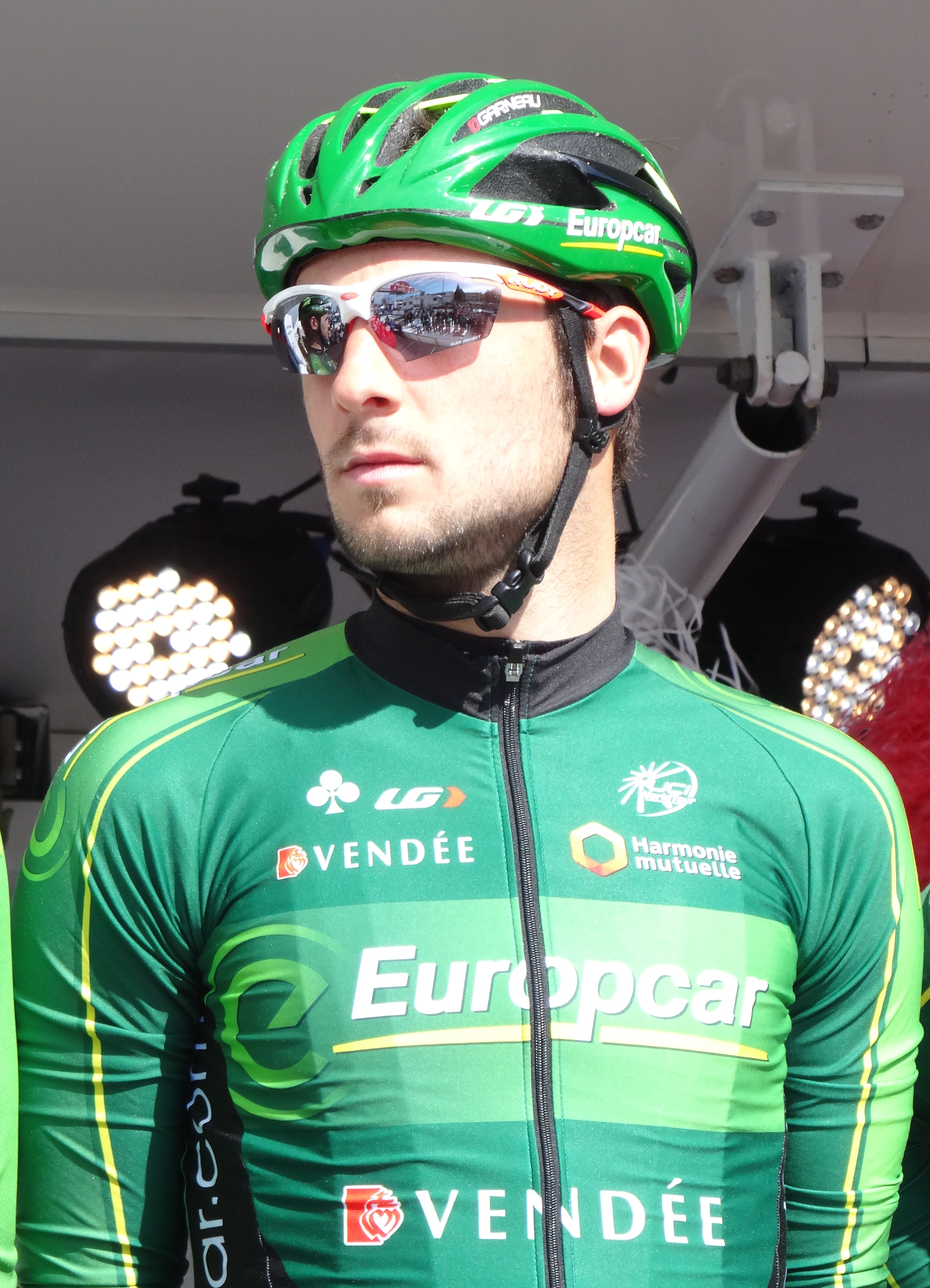
Morgan Lamoisson.
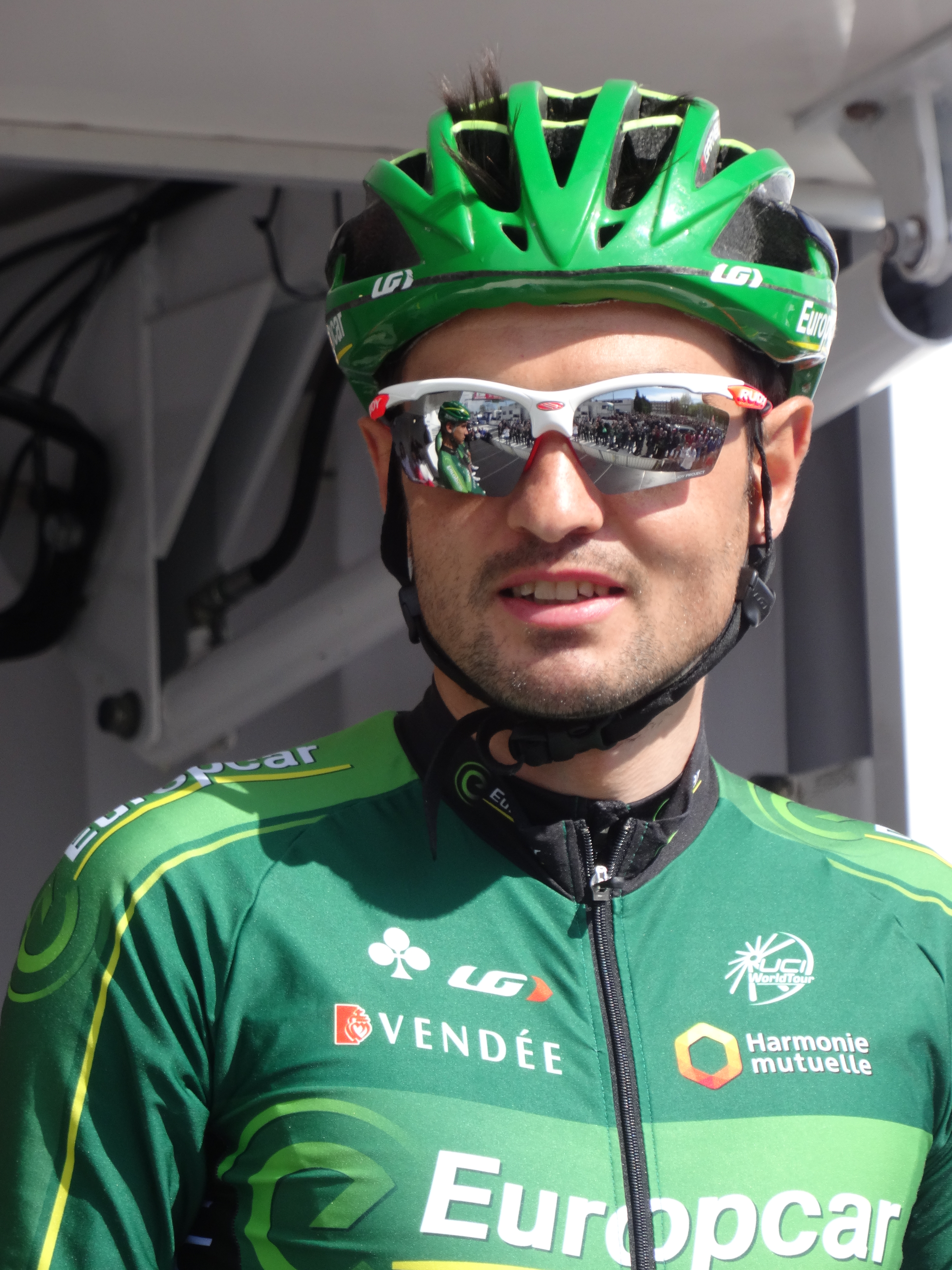
Davide Malacarne.
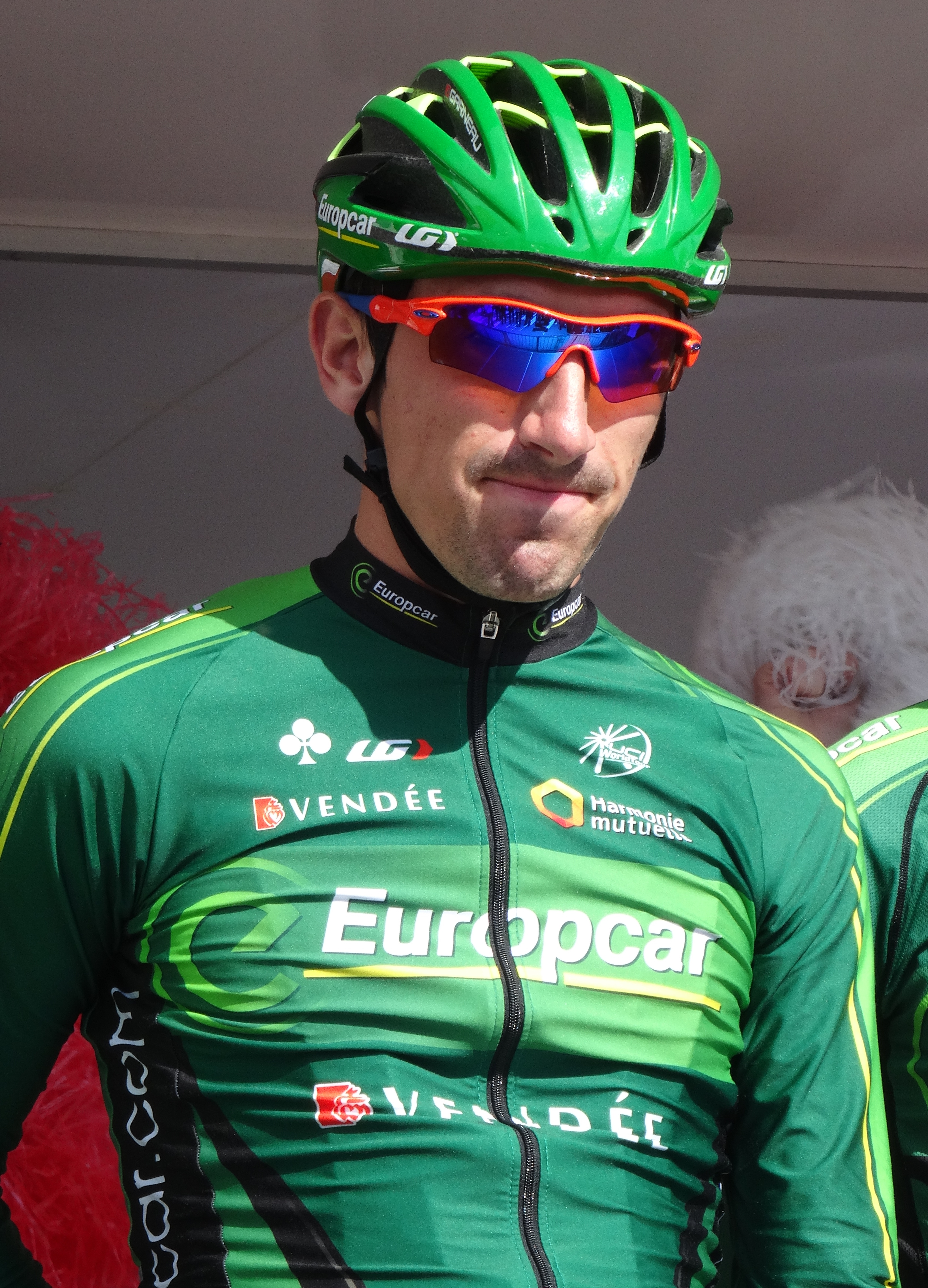
Yannick Martinez.
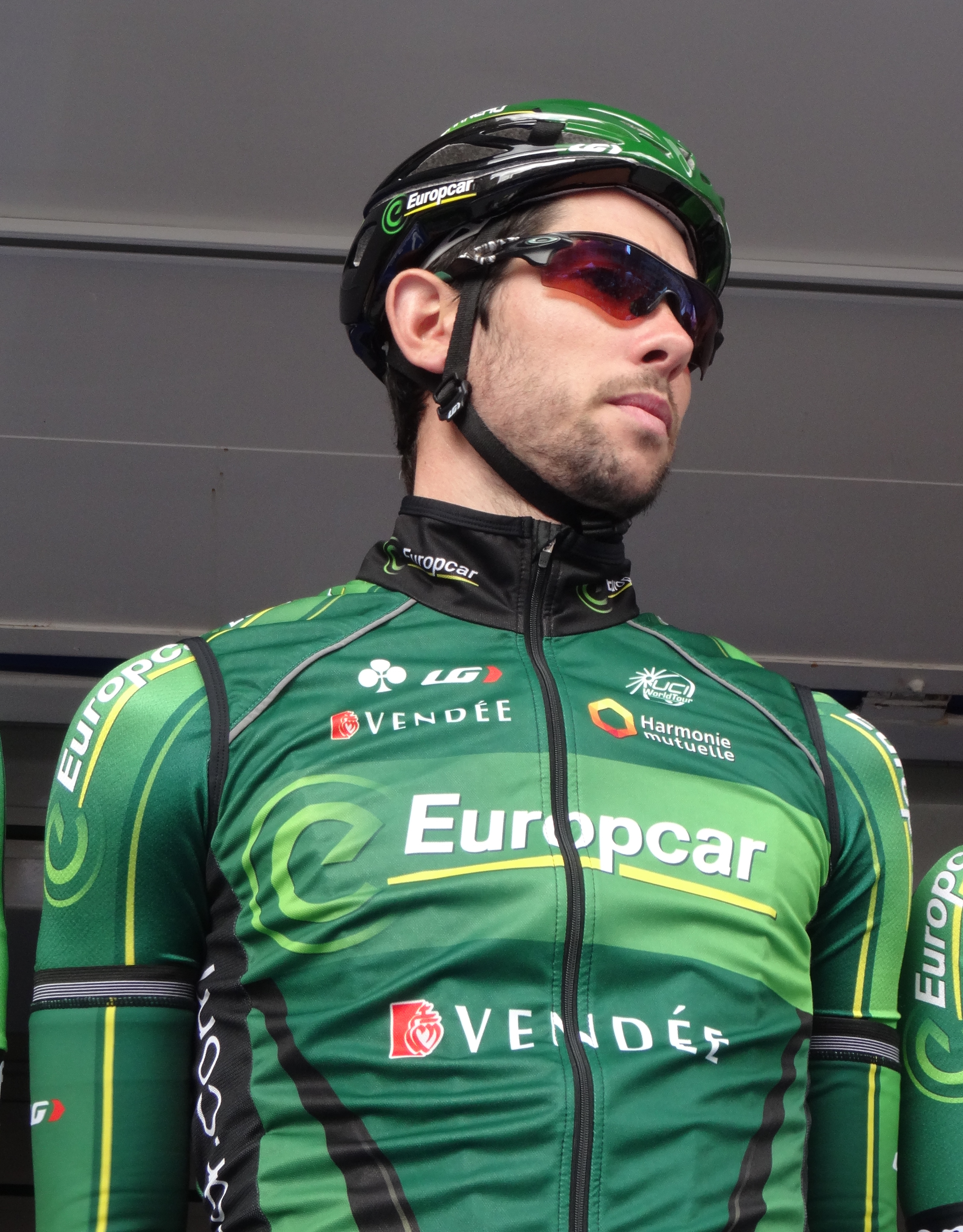
Bryan Nauleau.
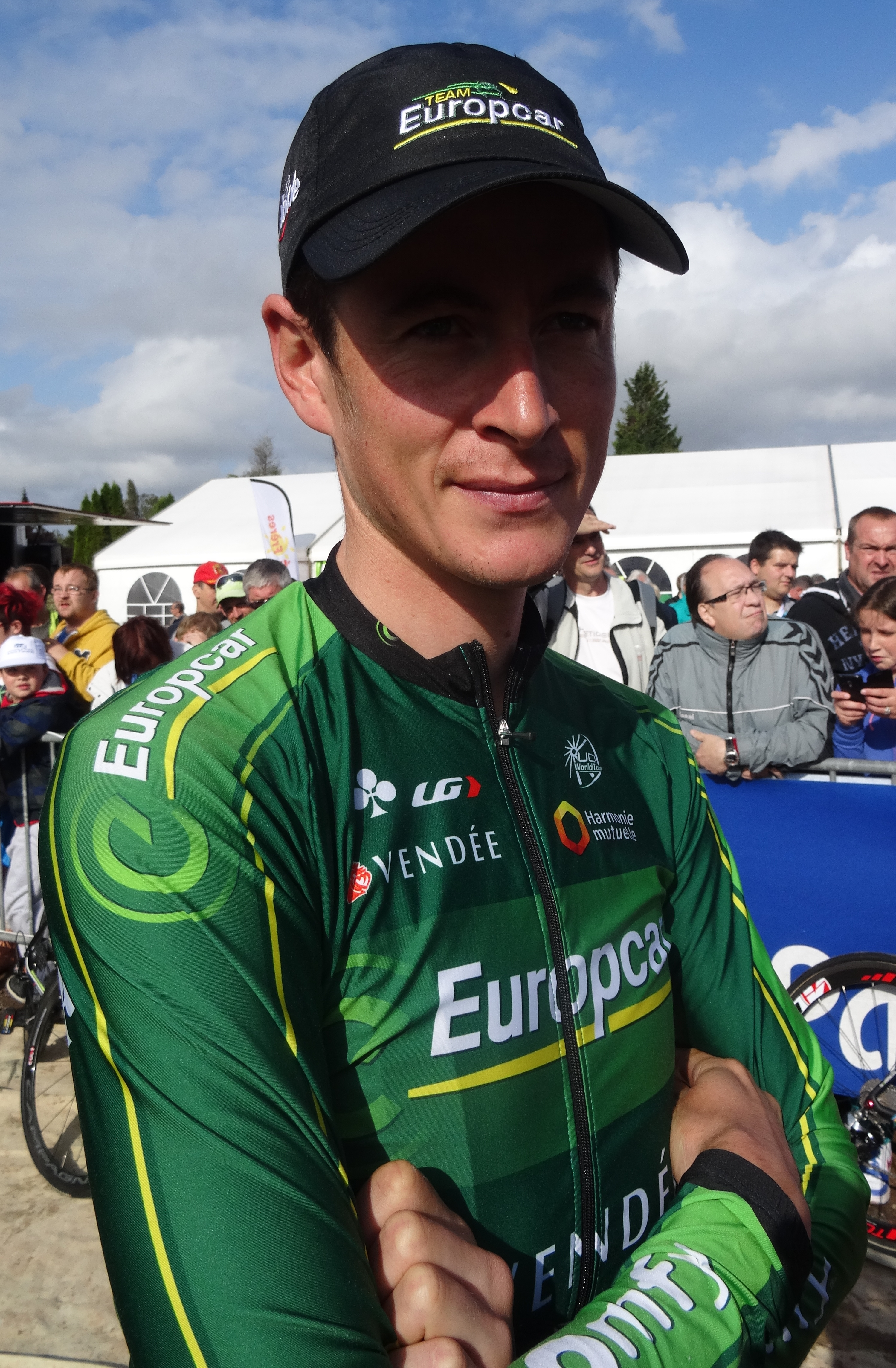
Alexandre Pichot.
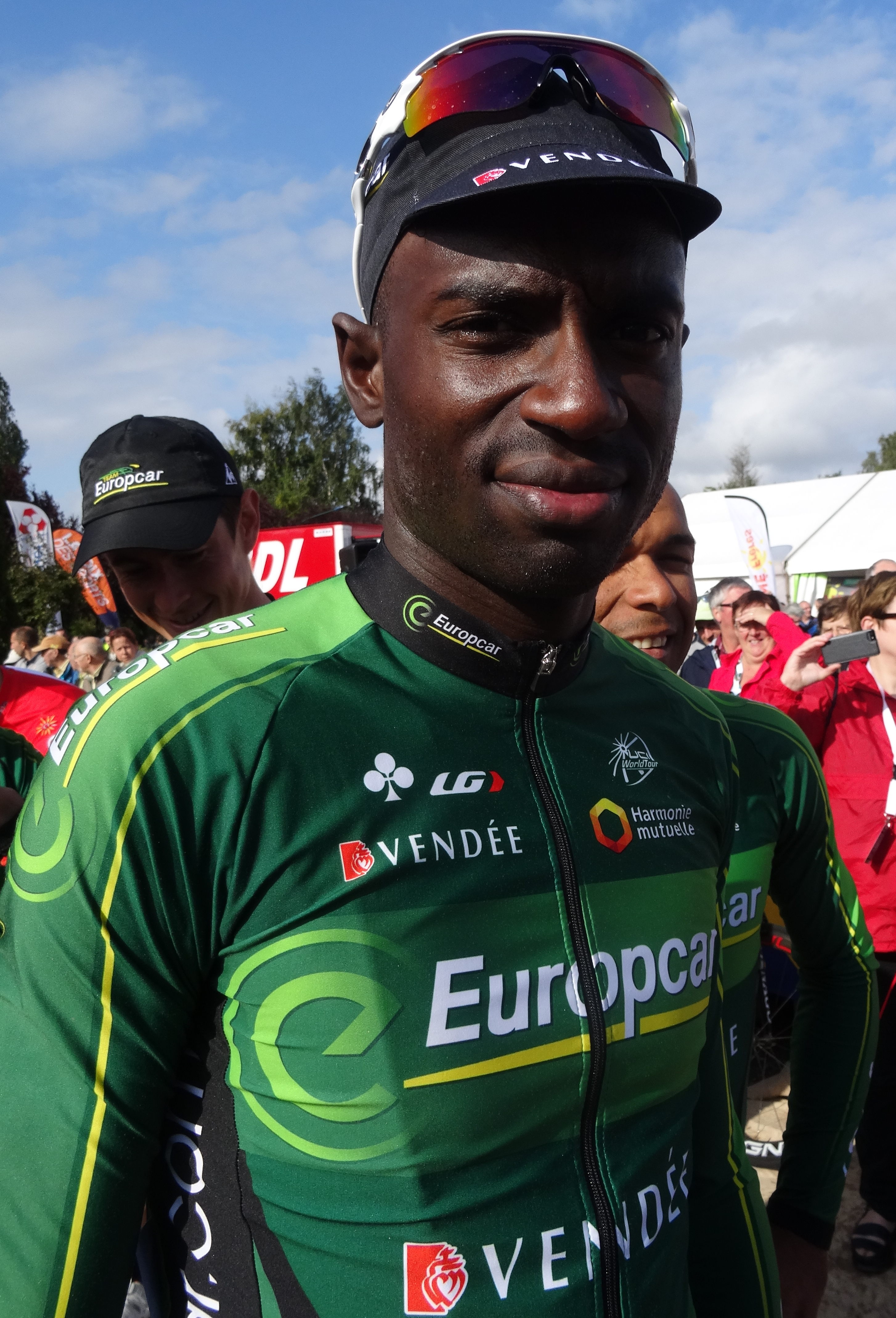
Kévin Réza.
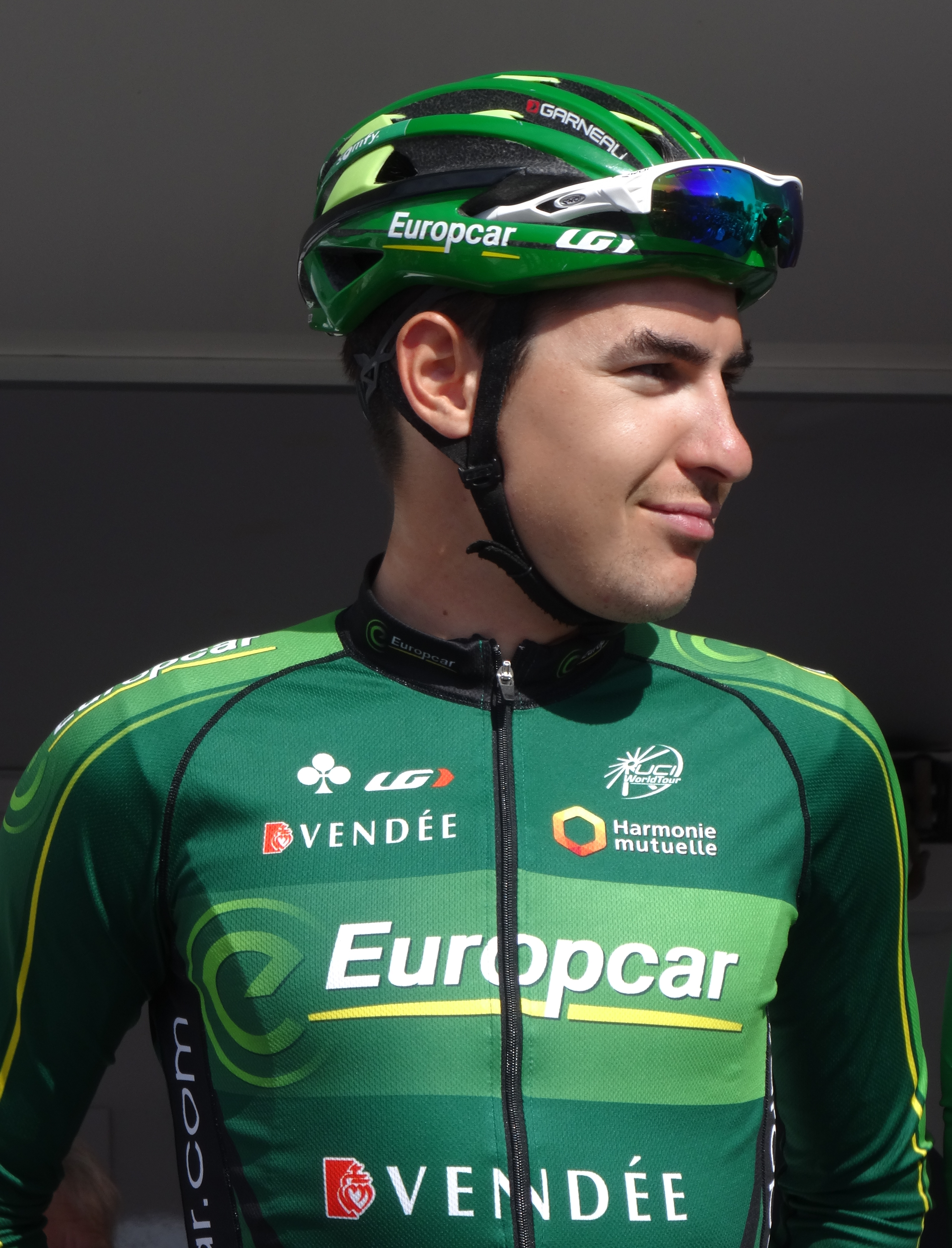
Angélo Tulik.
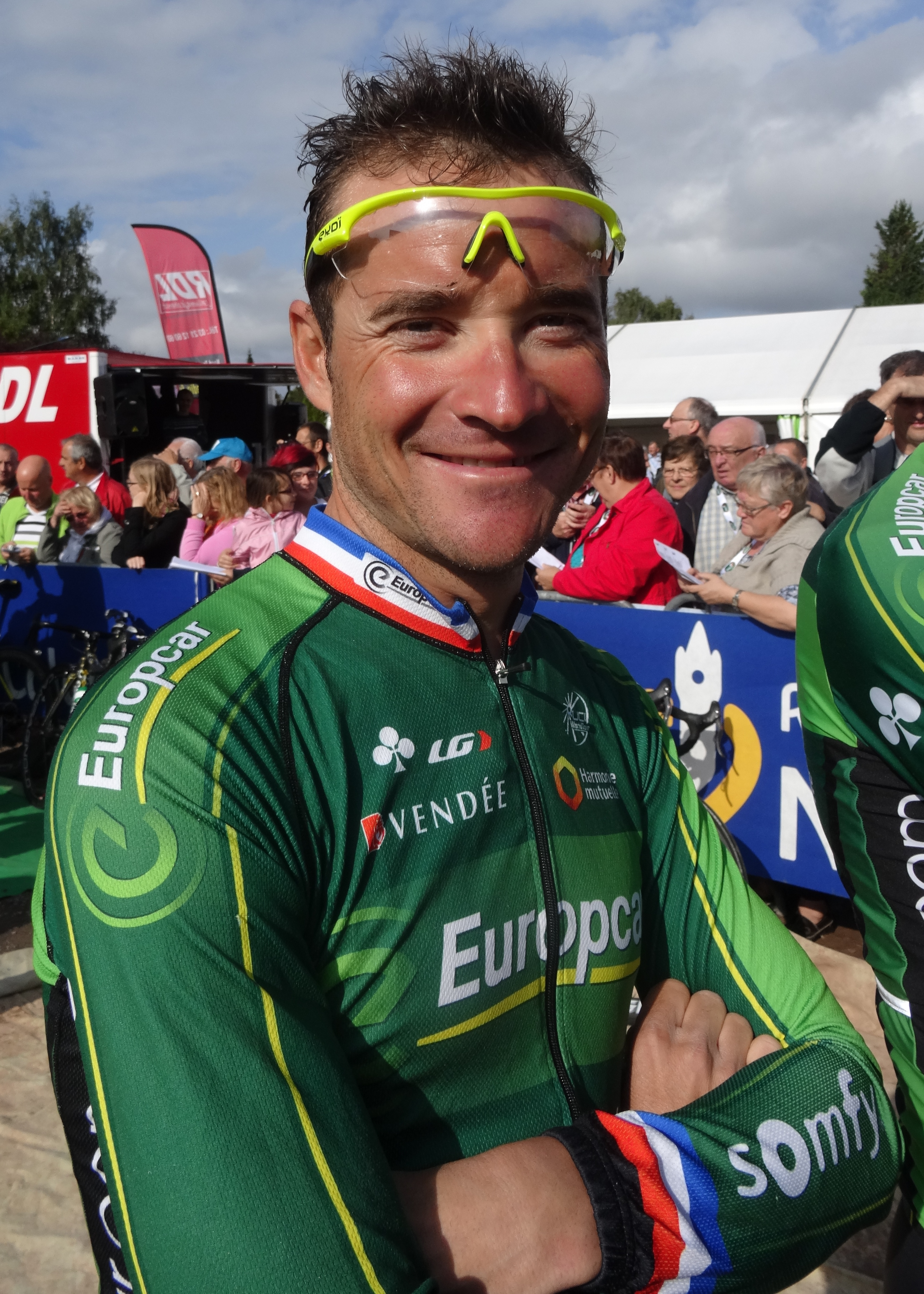
Thomas Voeckler.

## Bilan de la saison

### Victoires

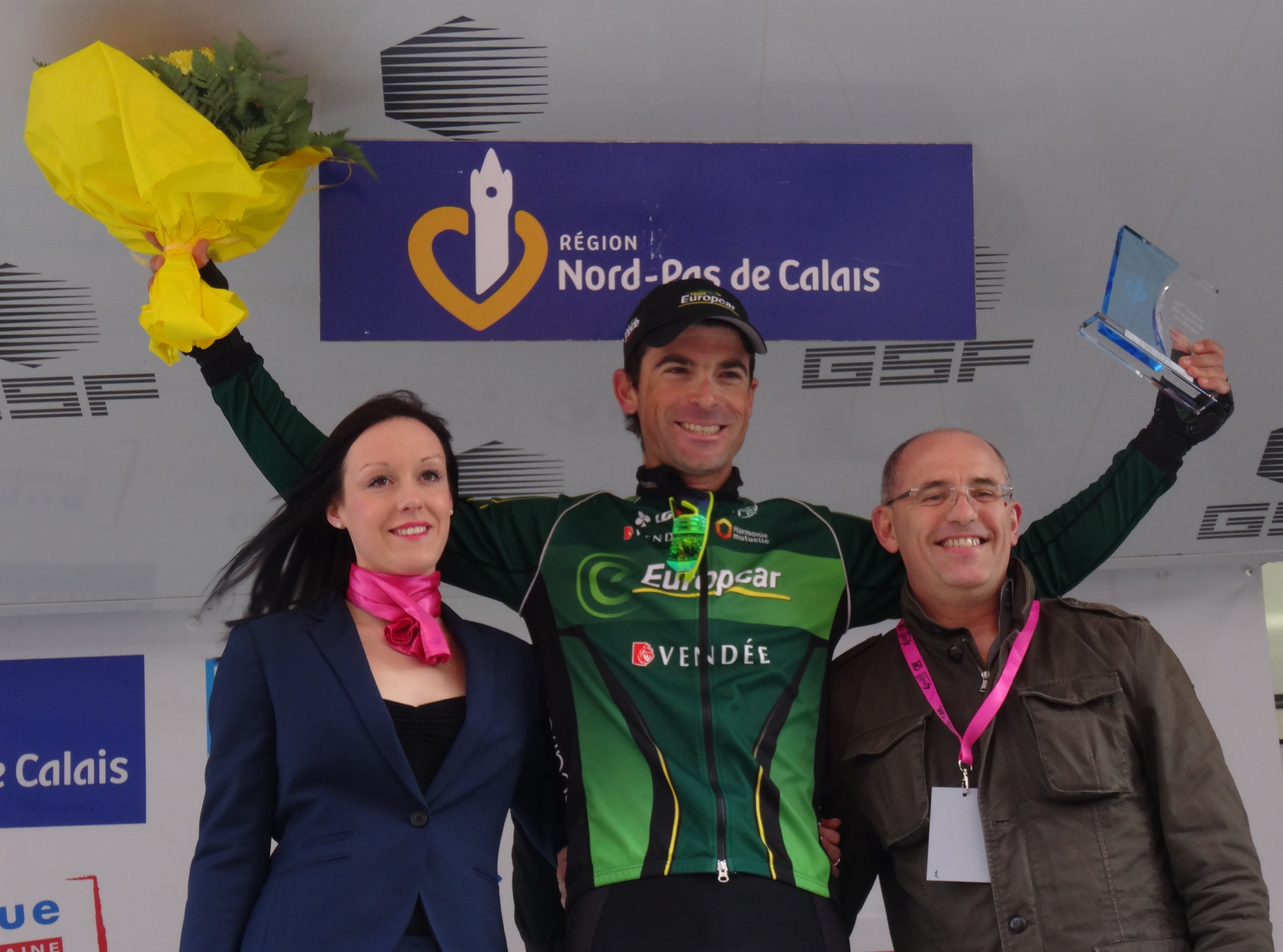
Jimmy Engoulvent, vainqueur de la 5e étape des Quatre Jours de Dunkerque 2014.

| Date       | Course                                          | Pays     | Classe | Vainqueur        |
| ---------- | ----------------------------------------------- | -------- | ------ | ---------------- |
| 19/01/2014 | Classement général de la Tropicale Amissa Bongo | Gabon    | 2.1    | Natnael Berhane  |
| 07/02/2014 | 3e étape de l'Étoile de Bessèges                | France   | 2.1    | Bryan Coquard    |
| 08/02/2014 | 4e étape de l'Étoile de Bessèges                | France   | 2.1    | Bryan Coquard    |
| 04/04/2014 | Route Adélie de Vitré                           | France   | 1.1    | Bryan Coquard    |
| 15/04/2014 | Paris-Camembert                                 | France   | 1.1    | Bryan Coquard    |
| 27/04/2014 | Roue tourangelle                                | France   | 1.1    | Angélo Tulik     |
| 11/05/2014 | 5e étape des Quatre Jours de Dunkerque          | France   | 2.HC   | Jimmy Engoulvent |
| 16/05/2014 | 1re étape du Tour de Picardie                   | France   | 2.1    | Bryan Coquard    |
| 31/05/2014 | Championnat d'Érythrée du contre-la-montre      | Érythrée | CN     | Natnael Berhane  |
| 05/06/2014 | Prologue des Boucles de la Mayenne              | France   | 2.1    | Jimmy Engoulvent |
| 08/06/2014 | 3e étape des Boucles de la Mayenne              | France   | 2.1    | Yohann Gène      |
| 20/08/2014 | 2e étape du Tour du Limousin                    | France   | 2.1    | Cyril Gautier    |

### Résultats sur les courses majeures
Les tableaux suivants représentent les résultats de l'équipe dans les principales courses du calendrier international (les cinq classiques majeures et les trois grands tours). Pour chaque épreuve est indiqué le meilleur coureur de l'équipe, son classement ainsi que les accessits glanés par Europcar sur les courses de trois semaines.

#### Classiques
| Classique            | Milan-San Remo         | Tour des Flandres    | Paris-Roubaix          | Liège-Bastogne-Liège | Tour de Lombardie   |
| -------------------- | ---------------------- | -------------------- | ---------------------- | -------------------- | ------------------- |
| Coureur (classement) | Alexandre Pichot (26e) | Vincent Jérôme (11e) | Yannick Martinez (24e) | Cyril Gautier (14e)  | Romain Sicard (28e) |

#### Grands tours
| Grand tour           | Tour d'Italie       | Tour de France       | Tour d'Espagne      |
| -------------------- | ------------------- | -------------------- | ------------------- |
| Coureur (classement) | Pierre Rolland (4e) | Pierre Rolland (11e) | Romain Sicard (13e) |
| Accessits            | -                   | -                    | -                   |

### Classement UCI
L'équipe Europcar termine à la dix-huitième place du World Tour avec 271 points. Ce total est obtenu par l'addition des points des cinq meilleurs coureurs de l'équipe au classement individuel que sont Pierre Rolland, 36e avec 138 points, Cyril Gautier, 60e avec 84 points, Romain Sicard, 108e avec 22 points, Thomas Voeckler, 118e avec 16 points, et Bryan Coquard, 134e avec 11 points,. Le championnat du monde du contre-la-montre par équipes terminé à la 19e place ne rapporte aucun point à l'équipe.
| Rang | Coureur          | Points |
| ---- | ---------------- | ------ |
| 36   | Pierre Rolland   | 138    |
| 60   | Cyril Gautier    | 84     |
| 108  | Romain Sicard    | 22     |
| 118  | Thomas Voeckler  | 16     |
| 134  | Bryan Coquard    | 11     |
| 149  | Davide Malacarne | 8      |
| 173  | Tony Hurel       | 5      |
| 178  | Yohann Gène      | 4      |
| 179  | Yannick Martinez | 4      |
| 180  | Kévin Réza       | 4      |
| 185  | Angélo Tulik     | 4      |
| 197  | Yukiya Arashiro  | 2      |
| 236  | Jimmy Engoulvent | 1      |